# Кавалерия

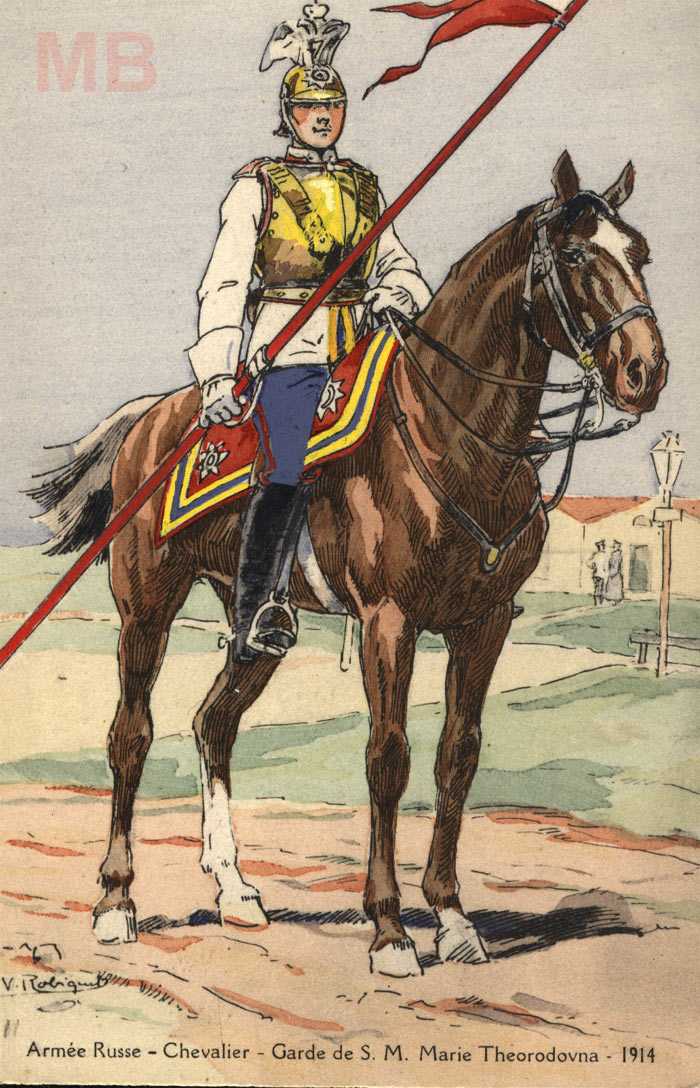
Кавалерист с прапорцом Кавалергардского полка Русской армии, 1914 год

Кавале́рия (фр. cavalerie, итал. cavalleria от лат. caballus «конь»), ко́нница — род войск, ранее род оружия, в котором для ведения боевых действий или передвижения использовалась лошадь.
Обладая высокой подвижностью и манёвренностью в сочетании со стремительным и мощным ударом, кавалерия во многих сражениях играла решающую роль. Способность вести самостоятельные действия в значительном отрыве от своих войск, преодолевать в короткое время большие расстояния, внезапно появляться на флангах и в тылу противника, быстро развёртываться для боя, переходить от одних действий к другим как в конном, так и пешем строю обеспечивала кавалерии возможность успешно решать многообразные тактические и оперативно-стратегические задачи.
В некоторых вооружённых силах были гвардейская и армейская конница (кавалерия). Также деление кавалерии основывалось на боевом применении (задачах):
- тяжёлая кавалерия — кавалерия поля боя, которая принимает непосредственное участие в сражении, тактика применения основана на плотных построениях «ботфорт к ботфорту». В разные эпохи к тяжёлой кавалерии относили разные виды кавалерии, так в средние века рыцарей, жандармов, ланциров, кирасир, крылатых гусар, рейтар. В эпоху линейных тактик — линейную кавалерию, состоящую из кирасир, карабинеров, конных гренадер, кавалергардов, драгун.
- лёгкая кавалерия[3] — вспомогательная кавалерия, обеспечивающая тяжёлой кавалерии и тяжёлой пехоте свою основную боевую задачу на поле боя и вне его. Лёгкая кавалерия предназначена для осуществления разведки, проведения рейдов в отрыве от основных сил, боевое охранение, атаки во фланги/тыл и преследование отступающего противника (гусары, уланы, шеволежеры, мамлюки, лёгкие драгуны, конные егеря, казаки, лисовчики, эквиты). Тактика применения лёгкой кавалерии основана на рассыпном строе. В эпоху насыщения войск стрелковым оружием стала основным видом кавалерии, по сути превратившись в тяжёлую. Так знаменитая казачья лава стала эффективной против рассредоточенной в стрелковые цепи пехоты.
- средняя кавалерия — кавалерия, которая в разные эпохи обладала разными свойствами. В античные времена, когда в качестве лёгкой кавалерии использовали отряды из кочевых народов к средней кавалерии относили лёгкую регулярную кавалерию, которая с одной стороны, против отрядов кочевых народов могла выступать как тяжёлая, а с другой стороны, служила лёгким крылом для тяжёлой кавалерии. В эпоху линейных тактик, к средней кавалерии (например во Франции) относили виды кавалерии, которая благодаря вооружению (пикам) могла совмещать себе возможности как тяжёлой, так и лёгкой кавалерии (польские уланы, шеволежеры).

Стоит отметить, что очень часто возникает путаница в понятиях — тяжёлый, лёгкий кавалерист (конник), характеристики которых определяются массой снаряжённого всадника и тяжёлая, лёгкая кавалерия, характеристики которых определяются применением и выполняемыми ими боевыми задачами. То, что в одну эпоху считалось лёгким снаряжением в другую уже относилось к тяжёлому.

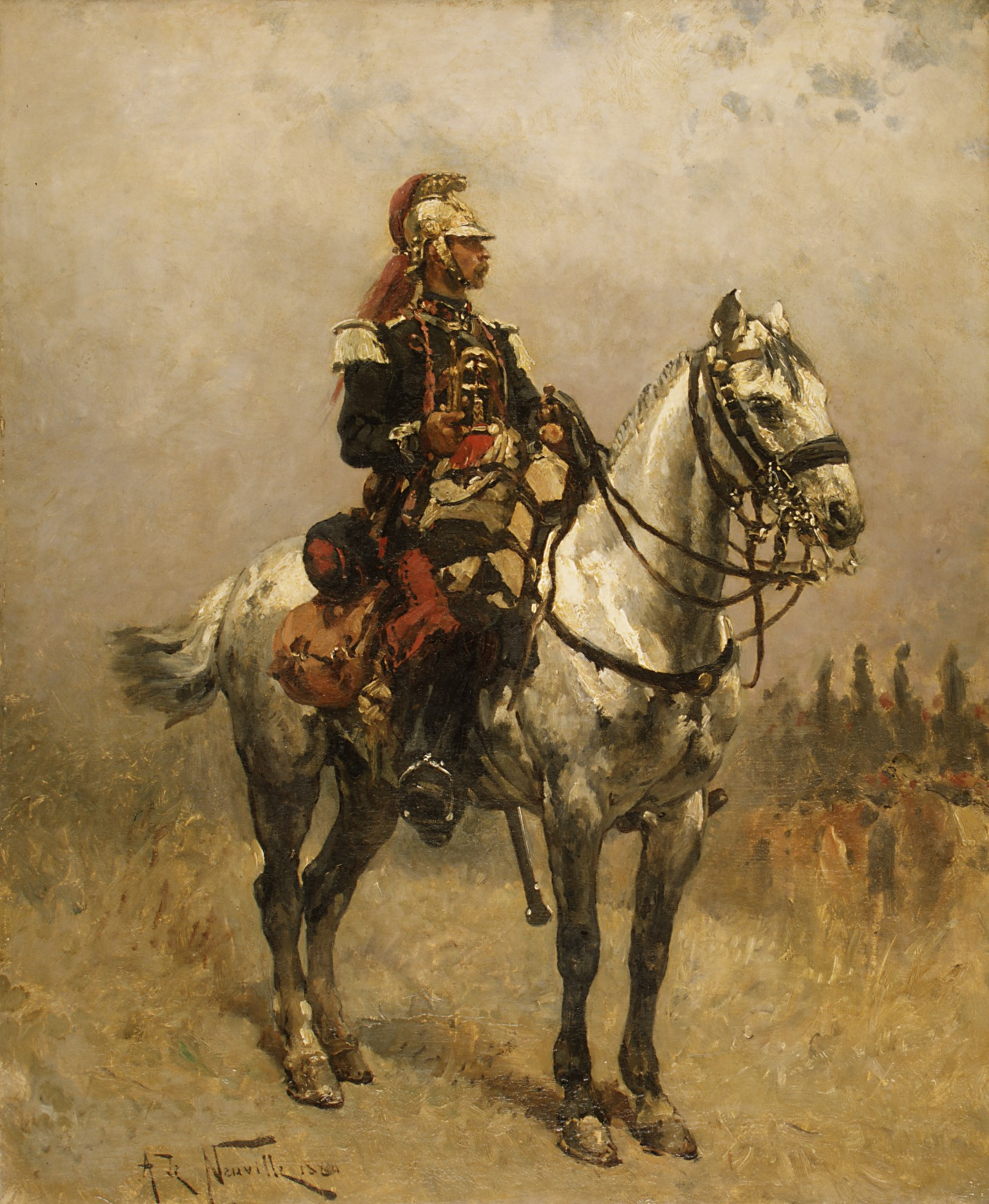
Драгун второй французской империи на картине Альфонса де Невиля. «Кавалерист»

С начала XVIII века до реформы 1867 года (эпоха линейной тактики), русская кавалерия делилась на армейскую и лейб-гвардию, а по боевому назначению на:
- регулярную тяжёлую (линейную) — кавалерию поля боя, атакующую в сомкнутых порядках «ботфорт к ботфорту». Основу армейской кавалерии составляли драгуны. Именно они составляли тяжёлое ядро кавалерийских корпусов. Из них же составляли кавалерию пехотных корпусов (как отдельно, так и сформированные в бригады и дивизии). Также к тяжёлой кавалерии относили элитные (гвардейские) конные полки, кавалергардов, карабинеров и кирасир, которые были сведены в 2 кирасирских дивизии, как кавалерия элитных пехотных (гвардейских) пехотных корпусов. Накануне Отечественной войны 1812 года в 1-й Западной армии: 1-я кирасирская дивизия 5-го пехотного (резервного) корпуса цесаревича и во 2-й Западной армии: 2-я кирасирская дивизия 8-го пехотного корпуса (который тоже был элитным, одна из пехотных дивизий корпуса была гренадерской). В отношении кирасир не применялся термин линейная кавалерия, в силу того, что кирасиры изначально создавались как «новая гвардия» в противовес «старой Петровской гвардии», которая к этому времени уже не раз участвовала в дворцовых переворотах. Именно поэтому одно время кирасирам было строжайше запрещено покидать столицу. Интересен тот факт, что создаваемая по примеру австро-венгерских кирасир, против тяжёлой турецкой кавалерии, русские кирасиры ни разу не сталкивались со своим предполагаемым противником. Сравнивая драгун и кирасир можно заметить следующие отличия: наличие кирас у кирасир и способы ношения ружей и штыков к ним. Кирасирские и драгунские ружья 1709 года представляли собой укороченное пехотное ружьё 1708 года, но носились совершенно разными способами. Драгунские на ремне «по пехотному», а кирасирские «по кавалерийски» на панталере, к которому закрепляли за погон на ружье при помощи карабина. С началом войны кирасир вооружили пистолетами, передав их ружья ополчению. В русской армии и драгуны и кирасиры были вооружены кавалерийским штуцером и палашом. Интересно отметить, что в армии Наполеона с вооружением тяжёлой кавалерии всё происходило наоборот. Изначально французские кирасиры были вооружены одним пистолетом, но после захвата Наполеоном арсеналов им выдали кавалерийские карабины со штыком, фактически превратив в карабинеров. А затем французским карабинерам выдали кирасы, сравняв по вооружению и оснащению с кирасирами.
- регулярную лёгкую (гусары, уланы, конные егеря, казаки лейб-гвардии) и иррегулярную лёгкую (казаки разных национальностей, ланд-милиция) для совершения рейдов, разведки, сторожевой и дозорной служб. Конные егеря формировались на базe разных полков (драгунских, легкоконных, в дальнейшем карабинерных) и состояли из конных стрелков, часть из них была переформирована в кирасирские. Уланы и казаки представляли собой родственные виды кавалерии и были вооружены пиками и саблями. Гусары до начала Отечественной войны пик не имели, были вооружены лёгкими гусарскими ружьями. С началом войны первые две шеренги эскадронов получили на вооружение пики, что существенно усилило ударную мощь русской лёгкой кавалерии. Что с успехом было продемонстрировано в бою под Ляховом, трофеями которого стали знаменитые «светлого металла» кирасы Псковского кирасирского полка. По результатом работы комиссии? собранной для оценки заграничных походов 1813 года, была отмечена эффективность лёгкой кавалерии и многие драгунские полки были переформированы в легкокавалерийские (уланы и гусары).

После восстания Пугачёва было окончательно сформировано и действовало до реформы 1867 года положения о казачестве, согласно которому казаки были привилегированным воинским сословием, формировавшим казачьи территориальные войска. Казачество формировалось не только русскими, но и калмыками, башкирами, как и пандуры в австро-венгерской армии, относились к так называемой иррегулярной кавалерии. В 1867 казачьи войска стали регулярной лёгкой кавалерией. Далее процесс трансформации статуса казаков как разновидности конницы продолжился в 1882 году в рамках общей, так называемой «драгунской» реформы русской кавалерии, ставящей задачу её унификации. Однако в части казаков реформа носил двойственный характер; казакам оставили на вооружении пики и позднее вооружили укороченными по сравнению с драгунскими казачьими винтовками без штыков. До 1908 года, когда очередная реформа возродила ранее упразднённых гусар и улан, но не как вид кавалерии а только наименования и элементы формы: казаки из лёгкой кавалерии стали преобразовываться в тяжёлую или единую. Тактика применения казачьей кавалерии к 1914 году всё больше приобретала драгунские черты.
Также в разное время кавалерия подразделялась по звеньям управления и задачам:
- Конные армии — оперативные объединения, в подчинении фронта, решающие оперативные задачи оперативно-стратегических объединений. В некоторых случаях могут решать стратегические задачи на отдельном ТВД.
- Кавалерийские корпуса в составе армий или фронтов — оперативно-тактические соединения.
- Кавалерийские дивизии — высшее тактическое соединение, в составе кавалерийских (армейских, пехотных и стрелковых) корпусов и конных (полевых) армий. На этом уровне уже встречается название вида кавалерии, например кирасирская.
- Кавалерийская бригада — тактическое соединение, в составе кавалерийских дивизий и корпусов.
- Кавалерийский полк — кавалерийская воинская часть. Обладает однородностью по виду кавалерии (например, драгунский) или по назначению (например, легкоконный).

## Кавалерия в Древнем мире

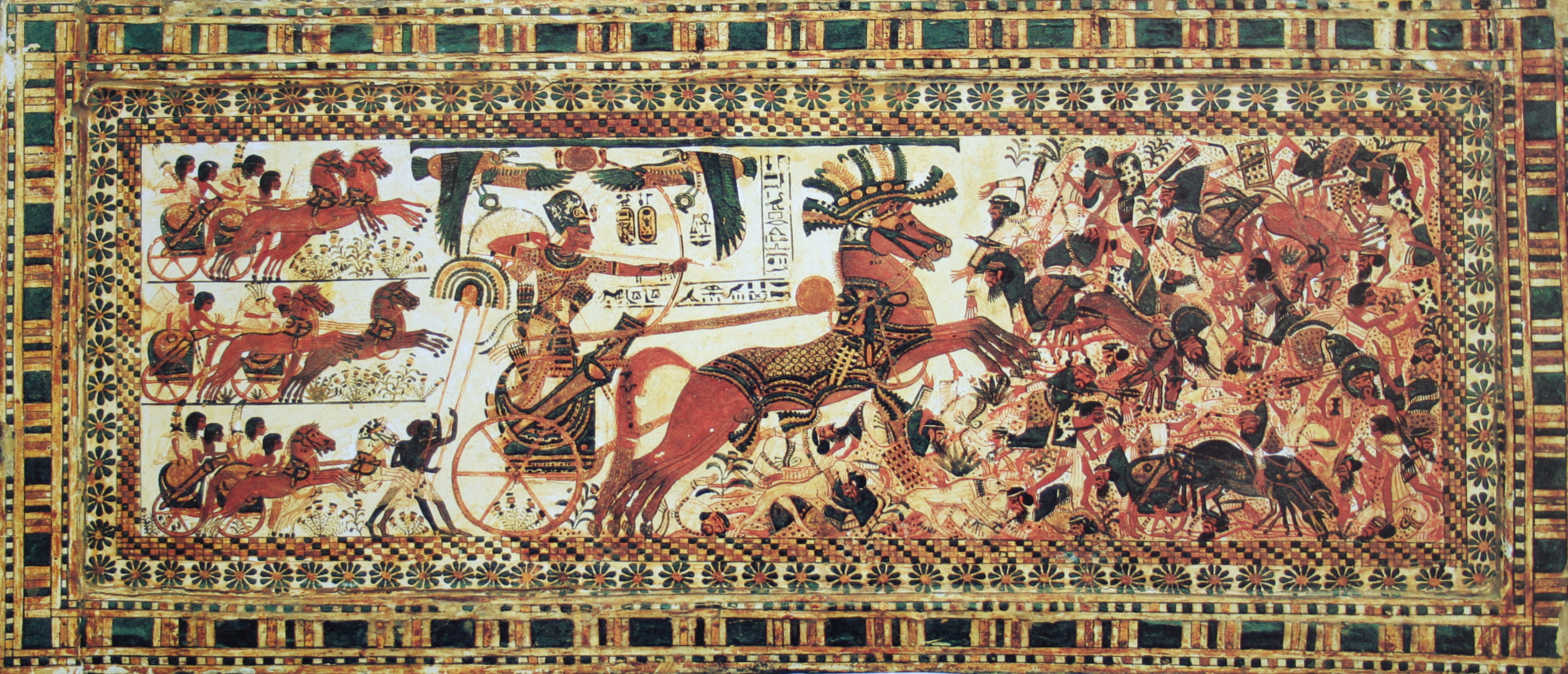
Кавалерия Древнего Египта

До железного века роль конницы на поле боя в основном выполняли лёгкие колесницы. Колесница возникла из синташтино-петровской культуры в Центральной Азии.
Кавалерия первоначально появилась в виде иррегулярной конницы в странах Древнего мира. До появления кавалерии в армиях Нового Царства Египта с 1550 года до н. э., Ассирии, Вавилона применялись боевые колесницы.
Как род иррегулярных войск кавалерия впервые возникла в Ассирии и Урарту (IX век до н. э.), затем в Персии (VI в. до н. э.) и других государствах. В персидской армии кавалерия являлась главным родом войск и делилась на тяжёлую, имевшую мечи и пики, и лёгкую, вооружённую луками, дротиками и копьями.
Регулярная кавалерия впервые была создана в Древней Греции. Из-за земледельческой культуры полисов Эллады конные отряды были немногочисленными — около 1 тысячи всадников в самом крупном городе, Афинах. Около 600 всадников содержал город Олинф. Конницу держали и другие города, но практического значения в битвах она не играла, всё решали фаланги пеших гоплитов.

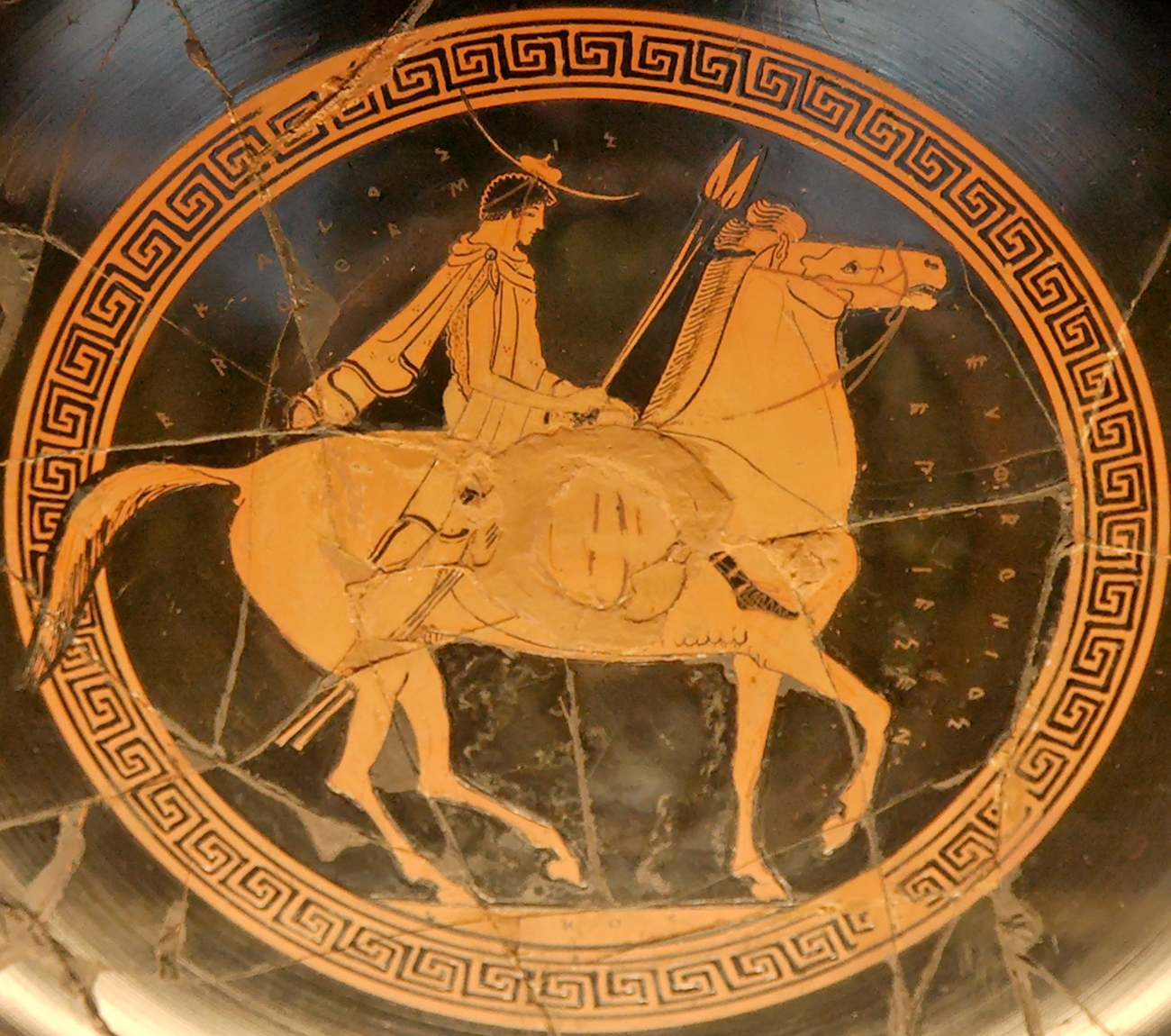
Кавалерист Эллады на рисунке ок. 500 г. до н. э.

Наибольшего развития в Элладе кавалерия достигла в IV веке до н. э. в армии Александра Македонского. Кавалерия делилась на тяжёлую, так называемые гетайры и союзные фессалийцы, и лёгкую вспомогательную из варварских народов. Лёгкая кавалерия осуществляла разведку, охрану, преследовала разбитого противника. Главный удар наносила тяжёлая кавалерия во взаимодействии с пехотой. Промежуточное место в армии Александра занимала союзная конница греков, но большой роли она не играла. Под командованием Александра Македонского кавалерия решила участь всех основных проведённых им сражений в Азии (на реке Граник, при Иссе, Гавгамелах).
У древних римлян кавалерия была вспомогательным родом войск (основным считалась пехота). Организационно она входила в состав легионов и делилась на турмы — по 30 всадников каждая. На вооружении кавалеристы имели копья и мечи; верховой езде были обучены слабо; лошадь служила им главным образом средством передвижения. На кавалерию возлагались в основном функции разведки и решения различных обеспечивающих задач.
Высокими боевыми качествами обладала карфагенская кавалерия, сыгравшая важную роль в разгроме римской армии в сражении при Каннах.
Сильная кавалерия была у парфян. Бронированные полностью парфянские всадники явились прообразом европейских рыцарей средневековой эпохи. В сражении при Каррах в 53 до н. э. они сыграли важную роль в разгроме римских легионов под командованием Красса. Вооружённые и действовавшие по образу и подобию парфянских катафрактов всадники являлись главной ударной силой в армии Сасанидской державы.
У южных славян в VI—VIII вв. имелась немногочисленная конница, которая содействовала пешим воинам в достижении победы.

## Мусульманская кавалерия

Арабский всадник-фарис. Худ. Януарий Суходольский (1836)

Конные отряды лучников и копьеносцев сыграли решающую роль в арабских завоеваниях VII—VIII веков, расширивших пределы исламского мира от Таласа до Гибралтара. Вплоть до поражения при Пуатье в 732 году от франкского войска Карла Мартелла мобильная кавалерия мусульман, военные традиции которой брали свои истоки в культуре воинственных бедуинов, считалась практически непобедимой.

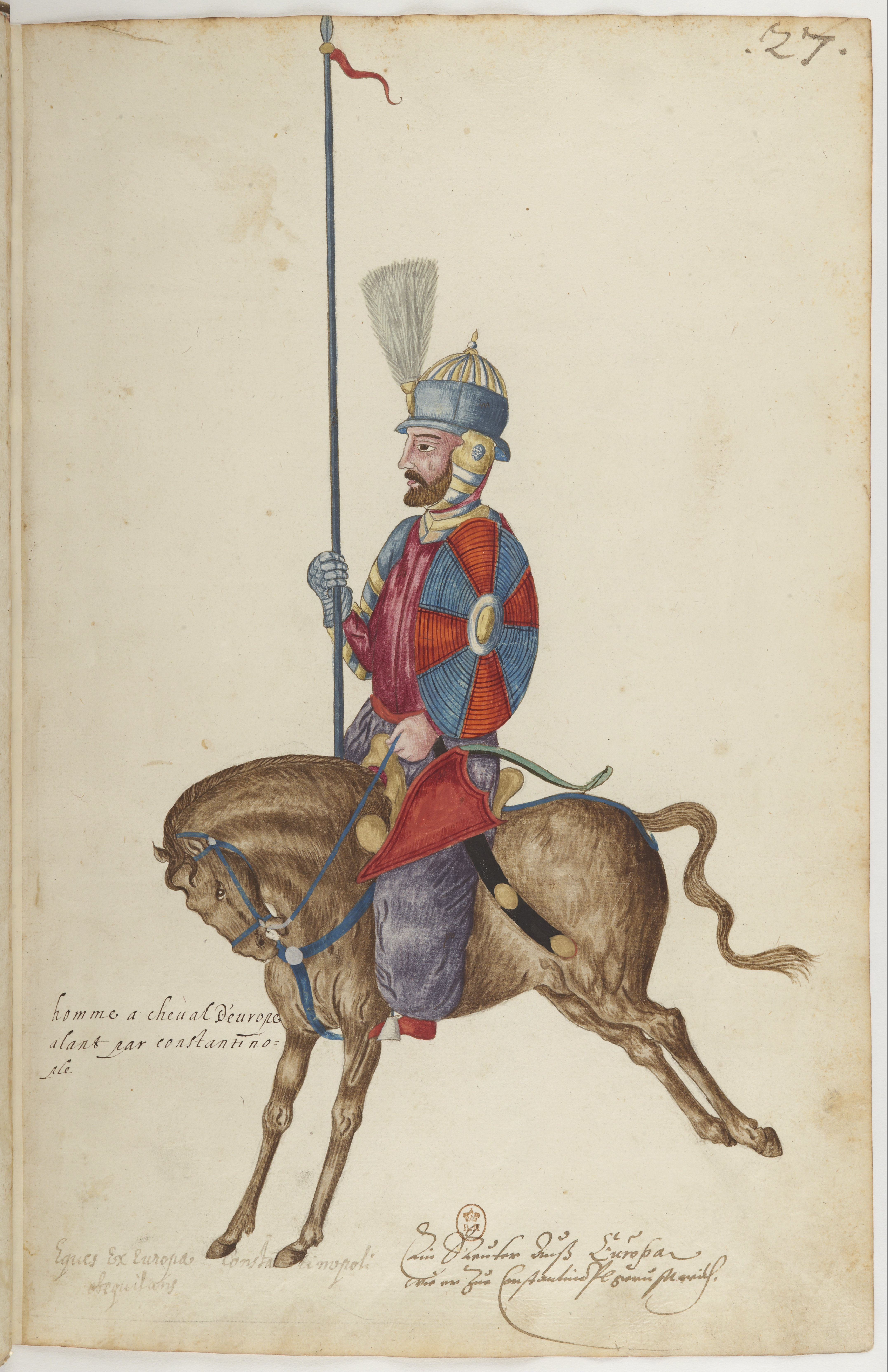
Турецкий всадник-тимариот. Акварель из альбома, хранящегося в Национальной библиотеке Франции (1573)

Традиционные арабские романы-дастаны, наиболее известными из которых являются приписываемые Аль-Асмаи «Деяния Антары» (VIII в.) воспевают подвиги витязей пустыни, предпочитавших индивидуальные схватки и профессионально владевших не только копьями и дротиками, но и мечами. Наряду с тяжеловооружёнными копьеносцами, арабы издавна использовали легкоконных лучников, нередко набиравшихся из покорённых и исламизированных народов, а также отряды бедуинов на верблюдах-дромадерах, использовавшиеся для разведки и снабжения. Наряду с метательными копьями и луками, арабские кавалеристы пользовались оружием ударным, включая булавы и боевые топоры, заставившие в XII веке европейских крестоносцев перейти от норманнских открытых шлемов к тяжёлым топфхельмам.
Ислам сделался для арабских племён не только государственной религией, но и идеологической основой для организации народа в политическом и военном отношении. Изначально кочевники Ближнего Востока сражались неорганизованно, действуя в ходе набегов разрозненными конными массами, и всё командование основывалось у них на авторитете отдельных вождей и шейхов, однако в ходе сражений с армиями Сасанидов и Византийской империи их военная организация сделалась более упорядоченной. Арабское войско стало подразделяться на части по десятичной системе, внимание обращалось на эшелонирование её в глубину и выработку тактики постепенно нараставшего военного натиска. В соответствии с арабской поэтической традицией первая линия боевого порядка называлась «утром псового лая», вторая — «днём помощи», а третья — «вечером потрясения», каковая организация получила известность начиная с исторического сражения при Кадиссии (636). Придавая важное значение метательному бою, арабская конница оперативно развёртывалась широким фронтом для «окрыления» неприятеля и его концентрического обстрела.
Бытование в арабской военной среде рыцарских обычаев, включая благородство к побеждённым и участие в турнирах, зафиксировано не только восточными, но и западноевропейскими источниками, и уже в XIII веке христианские поэты и хронисты нередко приводили в качестве примера подвиги Саладина. Вместе с тем, уже в IX столетии воинственность арабов заметно иссякла, и ко временам Первого крестового похода значительная часть фатимидской конницы набиралась из берберов, курдов и сельджуков.
Монгольские завоевания нанесли непоправимый удар мусульманскому миру, однако египетским мамлюкам удалось остановить в 1260 году завоевателей при Айн-Джалуте. Падение государств крестоносцев в Леванте и восстановление в 1261 году Византийской империи существенно изменили расстановку сил на Ближнем Востоке, и в 1299 году на историческую арену вышло новое государство османов. Турецкие завоевания XIV—XVI веков на долгое время обеспечили авторитет вооружённым силам новой империи мусульман, основу которых изначально составляла феодальная конница сипахов, унаследовавшая тактику от кавалерии сельджуков и формировавшаяся на основе военно-ленной системы. Набиравшиеся в неё тимариоты и зеамы вознаграждались за свою службу ленными земельными пожалованиями — тимарами и более крупными зеаметами. На войну они отправлялись со своими конными боевыми слугами джебелю и оснащались за собственный счёт. Лены передавались по наследству детям тимариотов или зеамов, но лишь при условии исправного несения последними военной службы.
Численнось сипахов никогда не была особенно большой, например, при осаде в 1453 году Константинополя Мехмед II Фатих располагал примерно 100 тыс. воинов, около 22 тыс. из которых составляли сипахи со свитой. Наряду с тяжеловооружёнными сипахами, османы формировали с XV века иррегулярные конные отряды акынджи и дели. Превосходно обученная турецкая конница неоднократно одерживала победы над европейскими рыцарями и кавалерией венгров и славянских народов Балкан, пока не встретила в 1683 году достойных противников в лице польской гусарии под Веной, а в 1697 году — профессиональной пехоты и артиллерии Евгения Савойского при Зенте.
Принципы формирования, снабжения, отдельные элементы тактики и даже вооружения поместной конницы были заимствованы в первой половине XVI столетия у турок Московским государством.

## Рыцарство

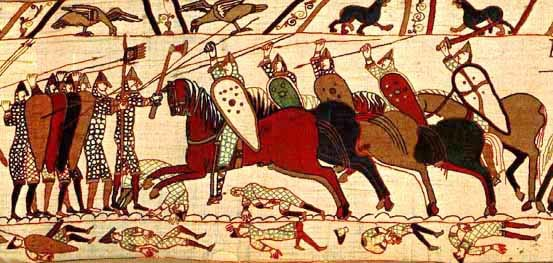
Рыцари раннего Средневековья

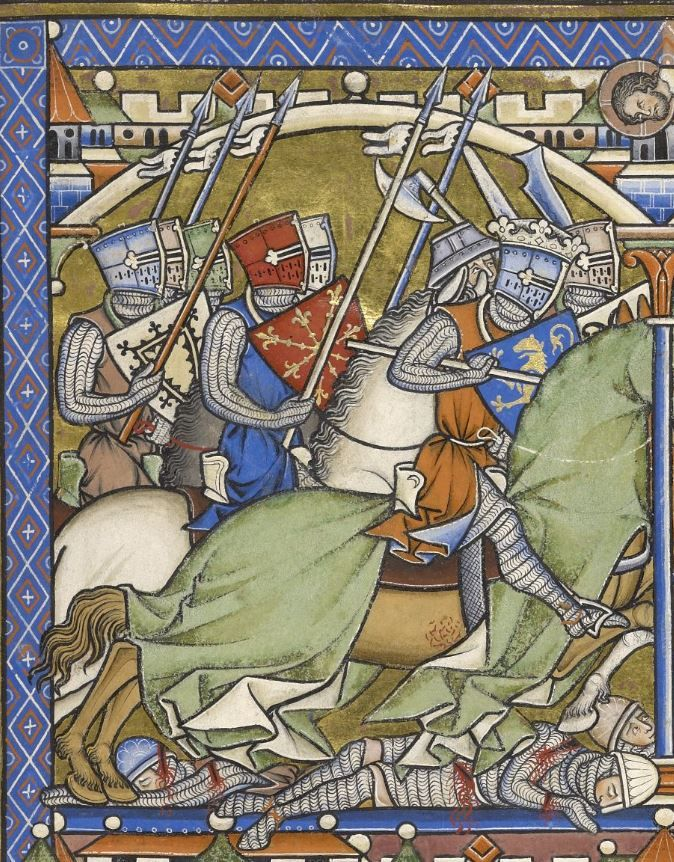
Рыцари XIII в. в походе. Миниатюра из Библии Мациевского

С изобретением стремян примерно в конце V — середине VI веков кавалерия стала главной ударной силой на поле боя в средних веках. В Западной Европе (VIII—IX века) главное значение в боях, ввиду отсутствия сильной пехоты, приобрела рыцарская кавалерия. Каролинги сформировали отряды профессиональных конных воинов, одержавших в 732 году победу при Пуатье над арабами, а к концу X столетия ставших социальной основой рыцарского сословия. Опиравшийся на стремена тяжеловооружённый всадник получил возможность наносить противнику мощный таранный удар копьём, кинетическую энергию которого усиливала масса его боевого коня, вдобавок разгонявшегося в галопе. Вооружённые тяжёлым копьём и мечом, закованные в броню рыцари атаковали противника, выстраиваясь в линию или клином. Излюбленной формой боевого порядка рыцарского войска был усечённый клин («кабанья голова» или «свинья»), передние ряды которого составляли отборные рыцари. Двигавшаяся за головным клином пехота прикрывалась с флангов и тыла 2—3 шеренгами тяжёлых всадников. Пехота довершала разгром противника, опрокинутого ударом плотной массы рыцарей.
С начала XV века для защиты рыцари начали использовать сплошные пластинчатые доспехи. Доспехами защищались также и лошади. Тяжёлая, малоподвижная рыцарская кавалерия была не способна к ведению манёвренных действий и преследованию легковооружённого противника. Следует понимать, что огромные, почти 2 метра в высоту и весом порядка тонны рыцарские кони дестриэ, в раннем средневековье таскавшие огромные повозки со сплошными колёсами, не сильно отягощались навешанной бронёй и весом всадника, и любого стоявшего на пути, даже пронизанные пикой или копьём, просто раздавливали. Конец рыцарской кавалерии положило возрождение тяжёлой пехоты, на появление которой повлиял рост значимости ремесленных цехов и формирования городских ополчений во Фландрии вылившееся в Фламандское восстание (1302) и появление глубоких пикинёрских построений. Результатом противостояния тяжёлой рыцарской кавалерии и тяжёлой пехоты стала Битва при Куртре (11 июля 1302 года), получившая название «Битва золотых шпор», из-за 700 пар шпор, которые были захвачены в качестве трофея и вывешены в близлежащей Церкви Богоматери.
Вскоре после этого рыцарская конница потерпела поражение при Бэннокбёрне в Шотландии (1314) и у горы Моргартен в Швейцарии (1315). В течение следующих трёх десятилетий кавалерия перестала атаковать тяжёлую пехоту в лоб, уступая эту прерогатива собственной пехоте, после чего атаковала связанную боем пехоту противника во фланги.
Попыткой возродить рыцарскую кавалерию стала организация в 1445 году французским королём Карлом VII ордонансовых рот тяжеловооружённых конных жандармов, по принципу которых сформировали аналогичные соединения герцоги Бургундии, что не спасло их, однако, от поражений в столкновениях со швейцарскими пехотинцами при Грансоне (март 1476 г.), при Муртене (июнь 1476 г.) и при Нанси (январь 1477 г.). Окончательную точку в истории рыцарской конницы поставили разгромные для неё сражения при Хеммингштедте (1500) и при Павии (1525).

## Кавалерия Древней Руси

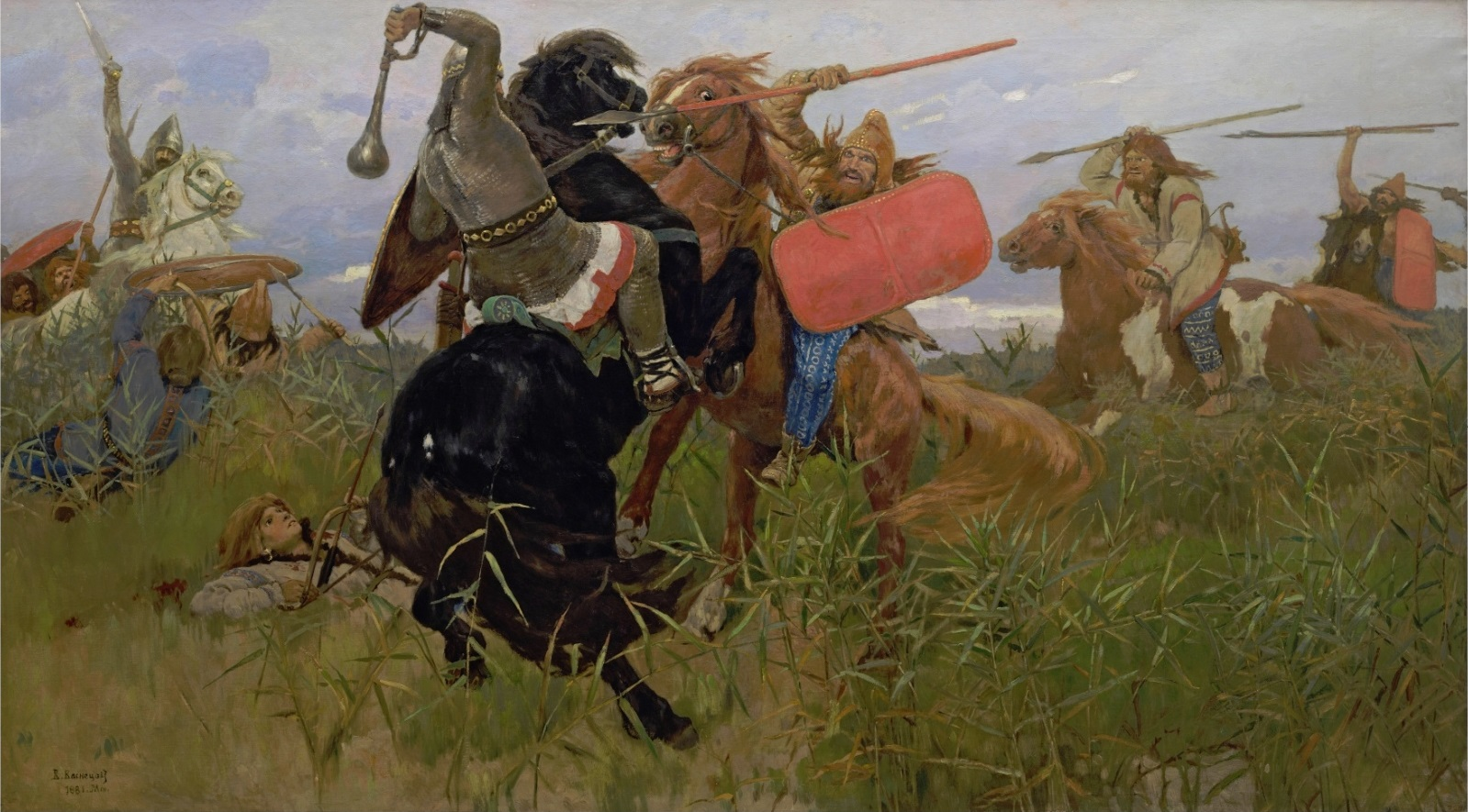
Картина Васнецова «Бой скифов со славянами». В реальности скифы жили на сотни лет ранее и встретиться со славянами не могли

В войске Киевской Руси (IX—X века) кавалерия, первоначально отсутствовавшая, уже в X веке составляла основу княжеских дружин. С течением времени кавалерия киевских князей становилась многочисленнее и играла в сражениях всё большую роль. Согласно распространённой в советской историографии версии, кавалерия сыграла в войске Александра Невского важное значение во время так называемого Ледового побоища в 1242 году. Также предполагается, что засадный конный полк московской рати Дмитрия Донского решил исход боя с ордынским войском в Куликовской битве в 1380 году.

## Кавалерия Чингисхана
В XIII—XIV веках высокой боеспособностью отличалась лёгкая и ударная монгольская кавалерия Чингисхана и его преемников. Организационно она делилась на десятки, сотни, тысячи и десятки тысяч (тумэны). Главным оружием всадников был лук; кроме того, они имели сабли, копья, топоры и железные палицы. Во многом, тактика монгольских войск была похожа на парфянскую и персидскую: после захода с флангов и тыла следовал изматывающий противника обстрел из дальнобойных луков с последующей сокрушительной атакой тяжёлой кавалерии.
Боевой порядок конных масс делился на левое и правое крылья, передовые отряды и сильные резервы.
Принципы формирования, вооружение и тактика монгольской конницы были частично унаследованы тюркской кавалерией Тимуридов, в частности, Тамерлана и его правнука Бабура.

## Появление огнестрельного оружия
Широкое распространение огнестрельного оружия связано с появлением в армиях европейских государств массовой организованной пехоты использующих плотные боевые порядки, вооружённую длинными пиками и алебардами и уже невозможностью кавалерии должным образом атаковать получившую стойкость пехоту.
В Западной Европе к концу XV века копьеносная кавалерия утратила своё значение. Тяжёлая рыцарская кавалерия стала преобразовываться в жандармов и ланциров (в английской терминологии в полу-лансев), вооружённых лёгким копьём, использующих более лёгких лошадей и защиту 3/4 всадника и полным отказом от защиты коня. Это преобразование шло путём замены в составе «копья» дворян благородного происхождения на более худородных, из сословия «оруженосцев», которых в дальнейшем начали вытеснять мещане получившие возможность службой получить дворянство.
К началу XVI века в состав смешанных кавалерийских штандартов Священной римской империи, помимо копьеносных ланциров, которые составляют тяжёлое ядро штандарта, так же входят кирасиры вооружённые пистолетами с колесцовыми замками и конные аркебузиры вооружённые аркебузами с колесцовыми замками, составляющие лёгкие силы штандарта.
Конные аркебузиры заменяют собой конных лучников, а кирасиры с пистолетами заменяют собой ранних кирасир вооружённых клевцами. И если столетие назад копьеносная кавалерия заметно выделялась массой всадника в полном снаряжение, то теперь их лошади и защитное снаряжение отличаются лишь теми или иными элементами защиты. Кавалерия отказывается от «доспеха галопа» и переходит на «доспех рыси» — один из вариантов Küriss, Trabharnisch, площадь защиты которого всё время будет сокращаться с 3/4 до 2/3, после до 1/2, а затем из защитного снаряжения у кавалеристов останется только кираса (лат. coriaceus) и защита головы.
Кавалерия отказаться от убийственных атак на ощетинившуюся пиками пехоту и её тактикой действий становится предварительный залп кирасир и аркебузиров из огнестрельного оружия и только последующая копейная атака ланциров на уже расстроенные порядки пехоты.
В ответ на широкое применение со стороны кавалерии огнестрельного оружия, пехота начиная с 1521 года начинает массово вооружаться более крупнокалиберными (более 20 мм) и дальнобойными мушкетами («двойными аркебузами») с фитильным замком, что даёт ей возможность поражать кавалерию на недоступной для неё дистанции.
В середине XVI века в разгар Шмалькальденской войны 1546—1547, положившей начало религиозных войн в Европе, в рядах имперской кавалерии появляются конные наёмники с северогерманских равнин к западу от реки Одер, представляющие собой облегчённых кирасир, которые в корне изменили тактику применения кавалерии, послужили толчком в дальнейшем развитии огнестрельного оружия и как следствие видоизменение армий в целом. Их первое прозвище звучало как уничижительное — «низкорослые лошади» (нем. Ringerpferde). Но именно благодаря своим более лёгким и вёртким коням эти всадники смогли эффективно маневрировать на поле боя и совершать сложные перестроения доступные до этого только пешим аркебузирам — караколь.
Тактика этих всадников представляла собой стрельбу поочерёдно шеренгами с коня (глубина построения доходила до 10 и более шеренг), выдвигаемыми поочерёдно из глубины боевого порядка. После такого массированного обстрела пехоты со стороны кавалерии отпадает необходимость в копейном ударе и ланциры утрачивают свою значимость на поле боя и начинают составлять первый ряд шеренг кирасир, а затем и вовсе растворяются в них. Единственным исключением из этого можно назвать только польских гусар, которые просуществуют до 1775 года и перевоплотятся в другом сословии как уланы.
Боевая эффективность имперских облегчённых кирасир станет причиной появления со стороны протестантов Шмалькальденского союза аналогичных всадников (нем. Reiter) и имперские всадники получат своё следующее прозвище «папские всадники», а из-за того, что они начнут красить доспехи в чёрный цвет для предотвращения от ржавчины — «чёрные всадники» (нем. Schwarze Reiter), которые и станут эталоном для дальнейших кирасир. Такой вид кирасир в других странах начнут называть «немецкие всадники», а некоторых странах обозначение «всадники» в немецкой транскрипции «рейтар» станет нарицательным.
Так же в XVI веке благодаря французскому маршалу Бриссаку, Шарлю I де Коссе появились ещё один вид кавалерии — драгуны. Первоначально они представляли собой пехоту, посаженную для повышения мобильности на коней позади лёгких наёмных всадников народов Балканского полуострова, которых массово нанимали правители европейских государств. В дальнейшем они пересели на собственных лошадей и эта мобильная пехота, перемещающаяся на конях и ведущая бой в пеших порядках, стала основой мобильных территориальных отрядов, которые с течением времени стали преобразовываться в кавалерию.

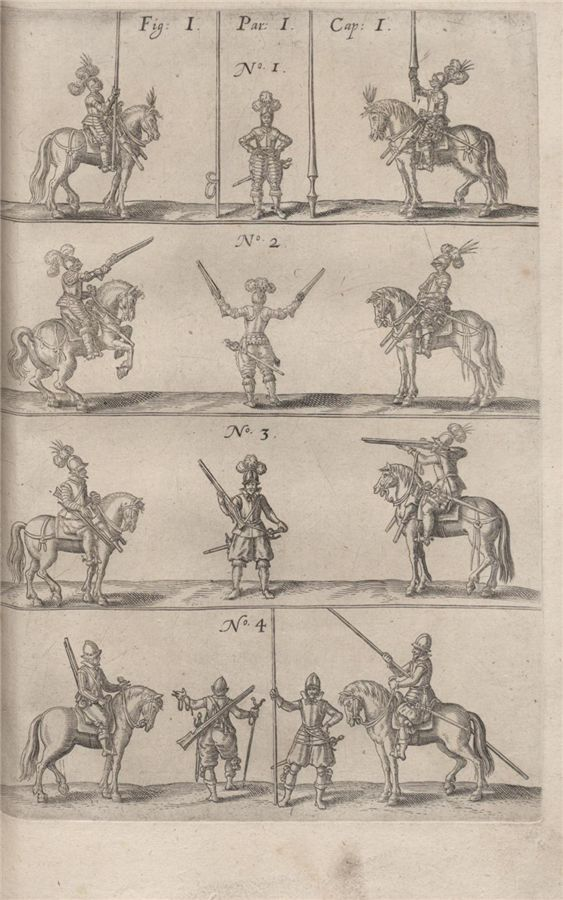
Виды кавалерии согласно трактату «Kriegskunst zu Pferdt» («Искусство войны верхом на лошадях»), Иоганна Якоби Валльгаузен, (1616 г.)

В конце XVI века появляется новый вид кавалерии — карабинеры, представляющие собой аналог прежних конных аркебузиров, но уже с большим упором на использование в качестве кавалерии с клинковым оружием. В дальнейшем карабинеры и драгуны станут едиными, а затем так начнут называть элитные стрелковые части.
К концу первой фазы войны за независимость Нидерландов 1566—1609 годах, достигшая своего совершенства «испанская школа» (терции) столкнулась с новыми видами построений — зарождающейся линейной тактикой, возникшей благодаря Морицу Оранскому. Используя экономические и производственные возможности Нидерландов, он сумел создать армию новой эпохи. Благодаря новым, облегчённым мушкетам и их количеству, пехота Нидерландов имела практически вдвое более плотный залп. Реформы Морица Оранского касались как пехоты так и кавалерии. В первую очередь это касалось драгун, которые постепенно стали по своим качествам приближаться к кирасирам, а временами даже замещать их. Но окончательную реорганизацию драгун в ходе Тридцатилетней войны провёл шведский король Густав II Адольф (1611—1632). Кавалерия шведов (драгуны и кирасиры) в бою строилась в 3-4 шеренги, в боевом порядке армии располагалась в 2 линии. При таком построении кавалерия снова превратилась в мощную ударную силу, способную производить решительные атаки и маневрировать на поле боя. Организационно шведская кавалерия состояла из кавалерийских полков и эскадронов.
В XVII веке кавалерия всех западноевропейских армий (за исключением шведской) продолжала применять стрельбу с коня и вести атаку в низком темпе.
Вот как описывает Якоби Валльгаузен кавалерию в трактате «Искусство войны верхом на лошадях» 1616 года:
№ 1. Французский рейтар (всадник) — конный с лёгким копьём, пеший и конный с тяжёлым копьём, облачённый в доспех 3/4, на голове шлем армэ с перьями, на ногах высокие сапоги со шпорами. Дополнительное вооружение состоит из шпаги и двух пистолетов.
№ 2. Немецкий рейтар-пистольер — конный стреляющий из пистолета, пеший и конный, облачённый в доспех 3/4, на голове шлем армэ с перьями, на ногах высокие сапоги со шпорами. Основным вооружением являются длинноствольные пистолеты или карабины, а дополнительно вооружён шпагой.
№ 3. Аркебузир — конный, пеший и конный стреляющий из аркебузы. Защитное снаряжение состоит из стального нагрудника (кирасы) и шлема мориона с плюмажем. Основным вооружением является аркебуза с колесцовым замком (кавалерийским мушкетом — мушкетоном). Дополнительно вооружён двумя пистолетами и шпагой.
№ 4. Конные солдаты (драгуны). Конный и пеший мушкетёр вооружённый мушкетом (двойной аркебузой) с фитильным замком и шпагой. Тяжёлый мушкет не позволял вести огонь из седла. Там же показан пеший и конный пикинёр, который может вести бой как в пешем так и конном строю. Кроме пики вооружён шпагой. Мушкетёры конных солдат в качестве защитного снаряжения носят испанский шлем кабассет (во Франции его так и называли — кабассет, а в Англии — испанский морион). Конный пикинёр в качестве защитного снаряжения пикинёра дополнительно носит стальной нагрудник (кирасу).
В XVII-XVIII веках значительное развитие кавалерия получила и в других государствах Западной Европы. Её численность резко возросла и составляла в ряде стран 50 % состава армии, а во Франции кавалерии было в 1,5 раза больше, чем пехоты.
В конце XVII веке начинается перевооружение европейских армий на оружие с батарейным ударно-кремнёвым замком с единым для кавалерии и пехоты калибром и на период с начала XVIII до второй половины XIX века, до появления нового вида огнестрельного оружия — винтовки, кавалерия подразделяется на линейную (тяжёлую) и вспомогательную (легкоконную). В этот период происходит постоянное переименование по сути единого вида линейной кавалерии, носящий разные названия в зависимости от разных незначительных нюансов. Так при отсутствии кирас конные полки линейной кавалерии будут называть драгуны (в странах Западной Европы их будут называть карабинерами), а при наличии кирас. В период когда кавалерия станет универсальным видом кавалерии и будет выполнять как задачи кавалерии так и пехоты появятся конно-гренадеры, которые в итоге станут просто элитными драгунскими полками. Кирасиры то исчезнут, то появятся вновь, ничем по сути не отличаясь от драгун и даже будут в ряде стран вооружены кавалерийскими карабинами со штыком. Драгуны то будут единой линейной кавалерией. то будут переименованы в карабинерные, а драгунами будут называться только территориальные или гарнизонные полки, то вновь получат название драгунских.
Примером может служить история знаменитого Псковского кирасирского полка. Переформированный в 1701 году из рейтар в Драгунский, 14.01.1763 он был переформирован в Псковский карабинерный полк, 16.10.1788 переформирован обратно в Псковский драгунский полк, 17.12.1812 полк получил знаменитые трофейные французские кирасы и переформирован в Псковский кирасирский полк.
Не меньше перипетий будет происходить с легкоконными полками, которые имея разнообразные названия — гусар (от венгерских гусар), лёгких драгун или шеволежеров, по своей сути будут являться аналогом первых карабинеров конце XVI века, вооружение которых будут кавалерийские карабины, под тем и или иным названием (карабин, мушкетон или гусарское ружьё).
Произойдёт новое возрождение копьеносной кавалерии, уже в виде улан, которых в зависимости от национальных особенностей формирования будут относить к лёгкой или средней (универсальной) кавалерии.
Кавалерия подразделялась на тяжёлую (линейную) — кирасиры, драгуны, карабинеры, конногренадеры и лёгкую (вспомогательную) — гусары, уланы и легкоконные полки. В XVII веке кавалерия всех западноевропейских армий (за исключением шведской) продолжала применять стрельбу с коня и вести атаку в низком темпе. Многие драгунские полки были переформированы в карабинерные, а драгунские вновь на короткое время стали территориальными или гарнизонными полками. Кавалерия всё время, в частности полки с ней — всегда изменялись и конкретно не могли называться.

## Русская кавалерия

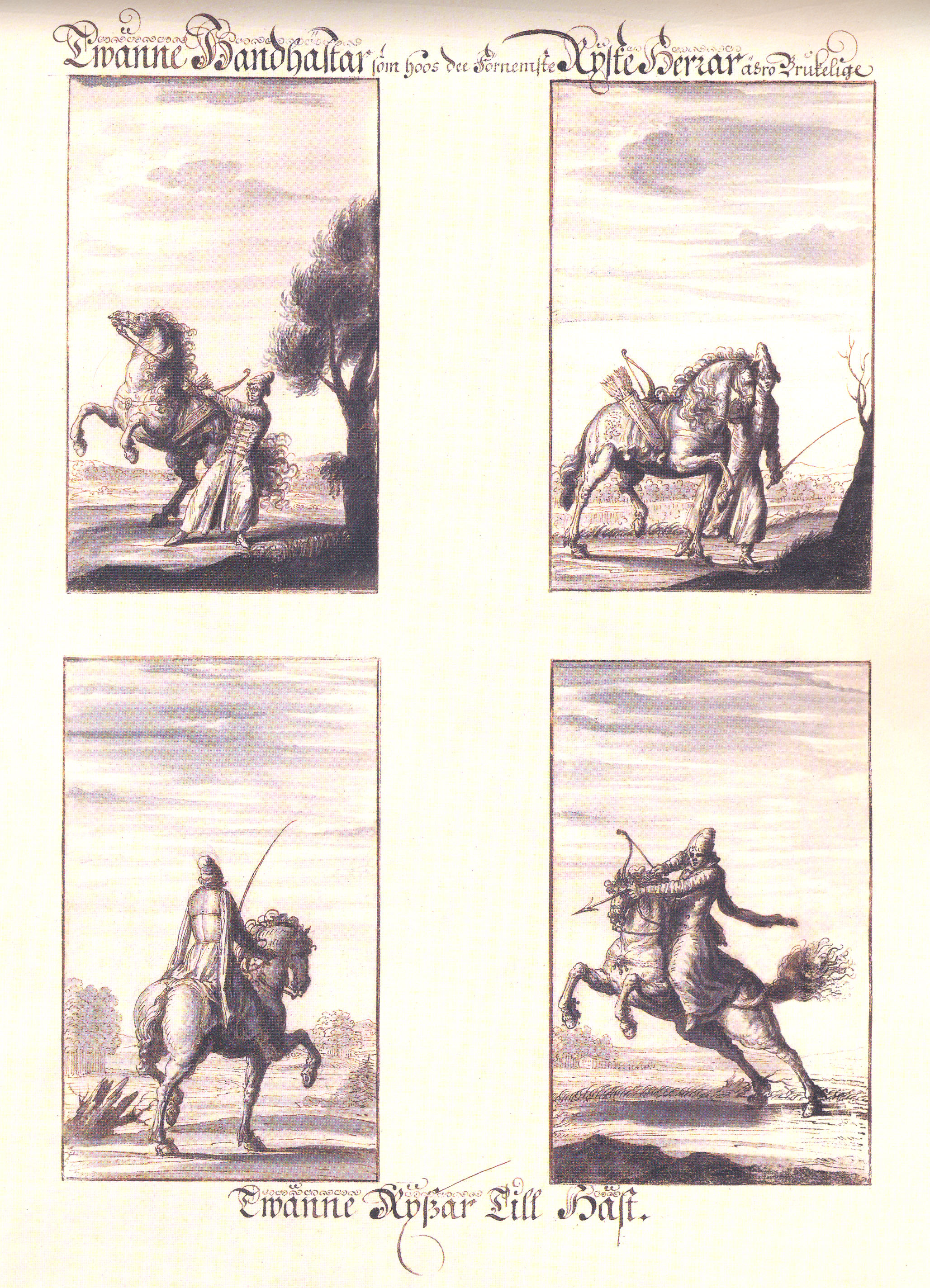
Русские конные ратники, 1674 год, рисунки Э. Пальмквиста

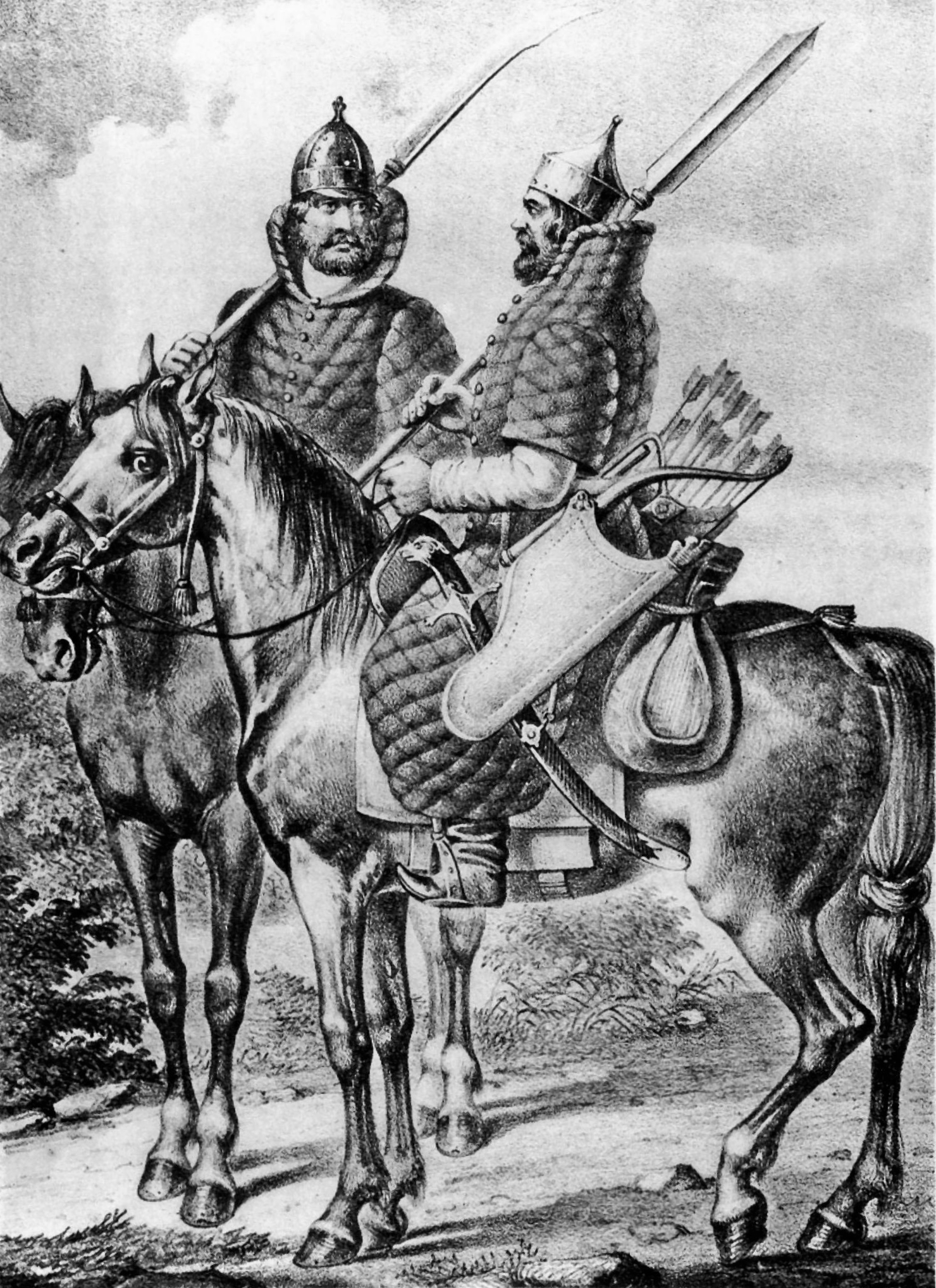
Ратники в тегиляях и шапках железных

В Русском государстве во 2-й половине XV века существовала поместная кавалерия, состоящая из служилых дворян. При Иване IV (Грозном) она была ядром войска, её численность достигала 15—20 тысяч человек. Передовые разведывательные отряды назывались ертаульными полками, конный отряд стрелецкого войска назывался стремянным полком, солдаты, вооружённые копьями назывались копейщиками. С XVI века появилась казачья кавалерия, значительные отряды которой участвовали в Ливонской войне 1558—83 гг.
В 1630 году царь Михаил Фёдорович сформировал из иностранных наёмников «немецкие полки», в том числе конные рейтарские и драгунские. В войске Алексея Михайловича среди 40 полков были рейтарские, драгунские, казачьи полки и гусарские «копейные шквадроны» (эскадроны с копьями).
8 (18) ноября 1699 года Пётр I издал указ о формировании вместо стрелецкого войска регулярной армии с лёгкой кавалерией драгунского типа. В 1699 году было сформировано первые два Преображенских драгунских полка — Московский и Киевский. По штатам 1711—1720 годов в регулярной кавалерии состояло 33 драгунских полка: 30 драгунско-фузилёрных и 3 драгунско-гренадерских. Конные полки делились на роты, каждый кавалерийский полк имел в своём составе артиллерию (две 3-фунтовые пушки). В ходе Северной войны 1700—21 Пётр I широко использовал кавалерию для самостоятельных действий. В Полтавском сражении 1709 года конные полки под командованием пана Антона Кезика умело и решительно действовали в конном и пешем строю. Решающую роль в преследовании отступающих шведов сыграла иррегулярная конница, состоявшая, в основном, из казаков и калмыков. В 1723 году князем М. М. Голицыным были сформированы первые два регулярных и два иррегулярных конных полка ландмилиции. В 1720-23 годах в С-Петербурге по указу Петра I строятся Главные императорские конюшни.
В 1731 году Военная коллегия постановила об образовании тяжёлой кавалерии — кирасир, которые должны были действовать совместно с драгунами. По штатному уставу регулярная конная кавалерия из драгун и кирасир должна была состоять из 32 полков, один из которых получил статус гвардейского. В 1731—1732 годах были сформированы первые три кирасирских полка из драгунских Выборгского, Невского и Ярославского, к 1756 году были образованы ещё три кирасирские полка: Киевский, Казанский и Новотроицкий.
В 1741 году из нескольких тысяч иностранцев было создано четыре гусарских полка — сербский, молдавский, венгерский и грузинский. При императрице Елизавете Петровне конные кавалерийские роты называются эскадронами. В 1755 году был введён новый Кавалерийский устав, который в значительной мере помог возродить петровские традиции боевого использования кавалерии. В 1756—61 годах русская кавалерия состояла из 1 гвардейского, 6 кирасирских полков, 6 конно-гренадерских, 20 драгунских (не считая 4 внештатных полка Низового корпуса), 7 гарнизонных драгунских полков, 11 гусарских полков и 13 ландмилицейских полков (ещё 11 в резерве). Общее количество достигало 55 тысяч всадников, из которых 35 тысяч входили в регулярную кавалерию. Иррегулярную конницу составляли казачьи войска и калмыки. В Семилетней войне 1756—1763 годов русская кавалерия по своей обученности не уступала лучшей в Европе прусской кавалерии Зейдлица и сыграла большую роль в победе русского войска в этой войне.
При Екатерине II происходит реформирование армии, по штатам 1763—76 годов русская кавалерия состояла из 1 гвардейского, 6 кирасирских, 19 карабинерных (бывшие конно-гренадерские и драгунские), 15 драгунских, 4 ландмилицейских, 15 гусарских полков, 4 уланских пикинёрных полков и 3 компанейских полков. В регулярной кавалерии числилось 63 кавалерийских полка, в 1794 году образуются специализированные армейские подразделения конной артиллерии, а также конные егеря.
Кирасиры были одеты в металлические кирасы со шлемом, имели на вооружении палаш и два кремнёвых пистолета. Карабинеры были вооружены длинным карабином и палашом. Гусары имели укороченные карабины, кавалерийские сабли и пистолет.

## Кавалерия в XIX веке
В 1805—1809 годах русская регулярная кавалерия состояла из 4 гвардейских полков, 6 кирасирских, 36 драгунских, 11 гусарских и 6 уланских полков, общей численностью более 50 тысяч всадников.

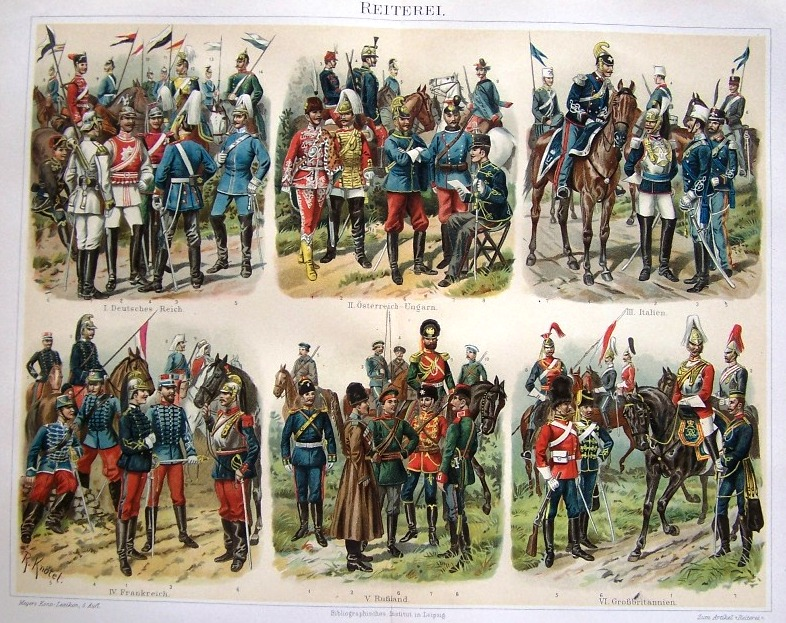
Обмундирование кавалеристов: 1.Германия 2.Австро-Венгрия 3.Италия 4.Франция 5.Россия 6.Великобритания. 1896 г.

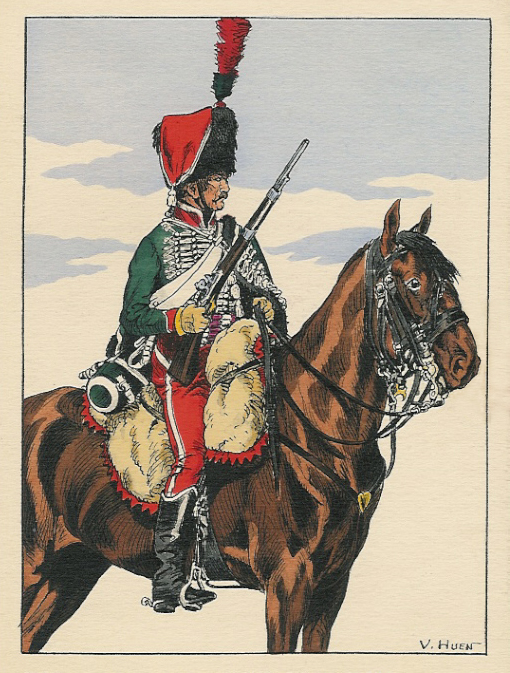
Французский гусар армии Наполеона

С появлением в XIX веке массовых армий кавалерия в ряде стран стала подразделяться на стратегическую и войсковую. Стратегическая кавалерия предназначалась для выполнения задач как самостоятельно, так и во взаимодействии с другими родами войск. Организационно она состояла из кавалерийских бригад, дивизий и корпусов. Войсковая кавалерия (от взвода до полка) организационно входила в пехотные соединения (части) и предназначалась главным образом для разведки, охранения и связи.
В армии Наполеона в 1812 году было 4 кавалерийских корпуса (около 40 тысяч человек). Кавалерия русской императорской армии к 1812 году состояла из 65 кавалерийских полков (5 гвардейских, 8 кирасирских, 36 драгунских, 11 гусарских, 5 уланских). Из большей части полков было сформировано 11 кавалерийских дивизий, сведённых в 5 кавалерийских корпусов. Другая часть полков была объединена в отдельные кавалерийские дивизии. Вся русская кавалерия, в том числе и драгунская, вела бой только в конном строю. В Отечественной войне 1812 года русская кавалерия сыграла значительную роль в разгроме наполеоновской армии. Лёгкая конница имела по 10 эскадронов в полку, средняя и тяжёлая — по 5 (всего 329 эскадронов, 70 тыс. чел.). Иррегулярной конницы было до 100 тыс. чел.
После изгнания войск Наполеона, все гвардейские и армейские кавалерийские полки были реформированы. По штатам за декабрь 1812 года каждый полк состоял из 6 эскадронов в трёх дивизионах, и одного запасного эскадрона (по 179 лошадей в каждом). Формировались 16 кавалерийских дивизий штатного состава из 4 полков в 2-х бригадах — 1 гвардейская, 3 кирасирских, 4 драгунских, 2 конно-егерских, 3 гусарских и 3 уланских.
В 1817-19 годах в С-Петербурге под руководством графа Василия Левашова и в Варшаве под надзором цесаревича Константина Павловича открываются берейторские школы верховой езды. В 1823 году открывается Школа гвардейских юнкеров. До этого времени обучение происходило в учебных эскадронах в казарменных условиях. В 1816-18 годах в России выходят печатные издания с иллюстрациями «Эскадронный устав» и брошюра «Школа кавалерийского солдата», где рассказывалось о методах манежной подготовки лошадей. В 1817 году в Москве возводится здание Манежа для торжественных парадов и смотра войск, в 1860 году в С-Петербурге открывается Конюшенный музей.
В войнах 2-й половины XIX века кавалерия европейских армий действовала неудачно, использовалась без учёта возросшей мощи огня, несла большие потери. В результате этого возникли сомнения в необходимости её дальнейшего существования. Однако опыт Гражданской войны в США 1861—1865 годов показал, что при надлежащей боевой подготовке кавалерия по-прежнему способна успешно вести боевые действия и в условиях применения нарезного огнестрельного оружия, особенно совершать глубокие рейды по тылам и коммуникациям противника. Американская кавалерия была хорошо подготовлена для боя в конном и пешем строю. При спешивании для занятия обороны кавалеристы прибегали к самоокапыванию, а после отражения атаки противника быстро переходили к действиям в конном строю. Следует отметить, правда, что холодным оружием американские кавалеристы пользовались неумело, предпочитая револьвер и карабин.
27 июля 1875 года была предпринята очередная реорганизация русской кавалерии. От существовавших к тому времени семи кавалерийский дивизий (они состояли из двух бригад, по три полка каждая) были отделены вторые бригады и развёрнуты в новые дивизии. В состав каждой дивизии было добавлено по одному казачьему полку. Таким образом, в каждую кавалерийскую дивизию после 1875 года входило по две бригады, включавшие четыре полка (первая бригада — драгунский и уланский, вторая — гусарский и казачий). Дивизиям была присвоена новая нумерация. В таком виде кавалерийские дивизии просуществовали до 1918 года, при этом к нач. XX в. различия между видами кавалерии в вооружении и тактике постепенно стираются, сохраняясь в названиях и деталях униформы.

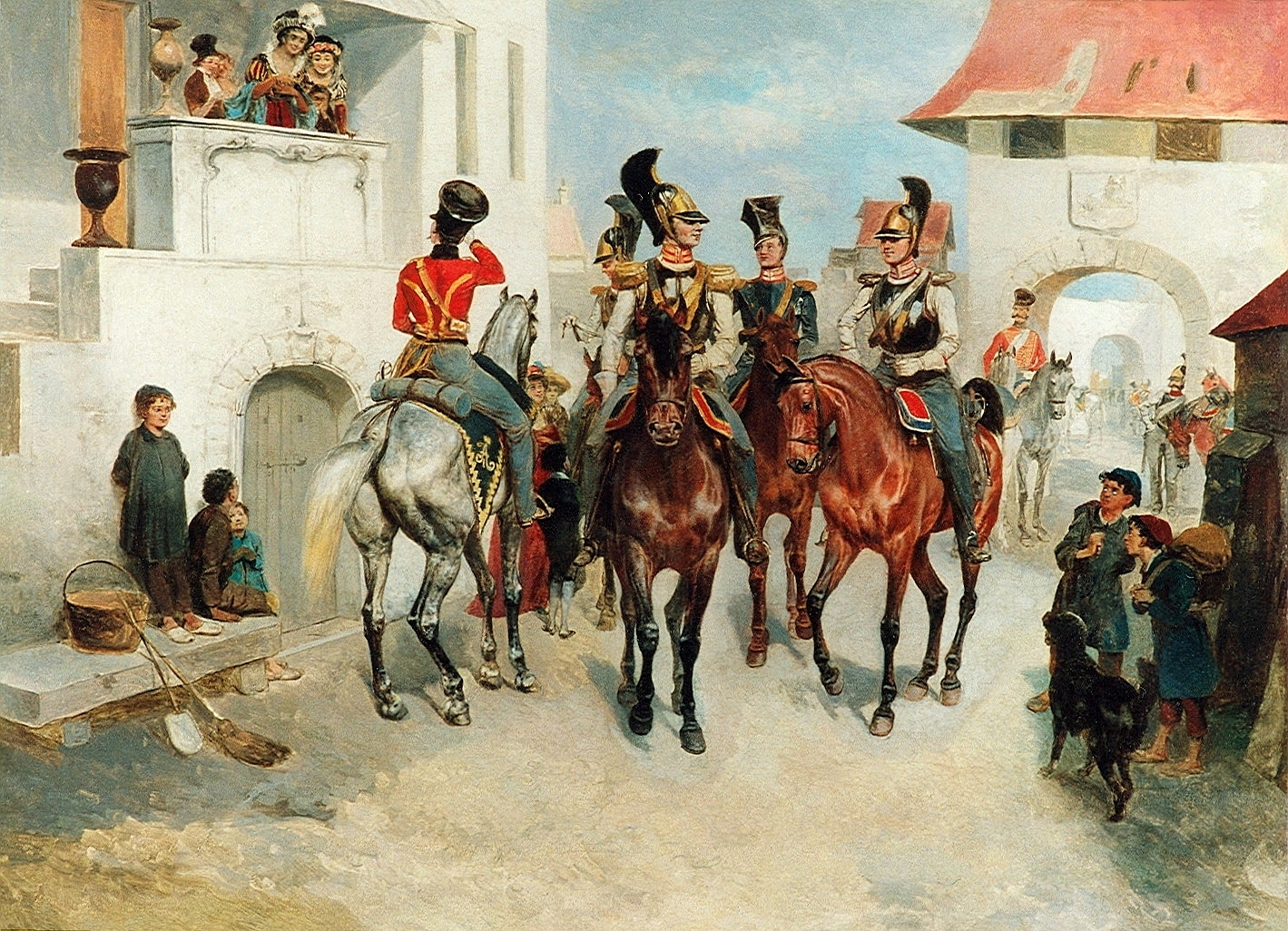
Эпизод из Заграничных походов русской армии 1813-1814 гг. (Б. Виллевальде)
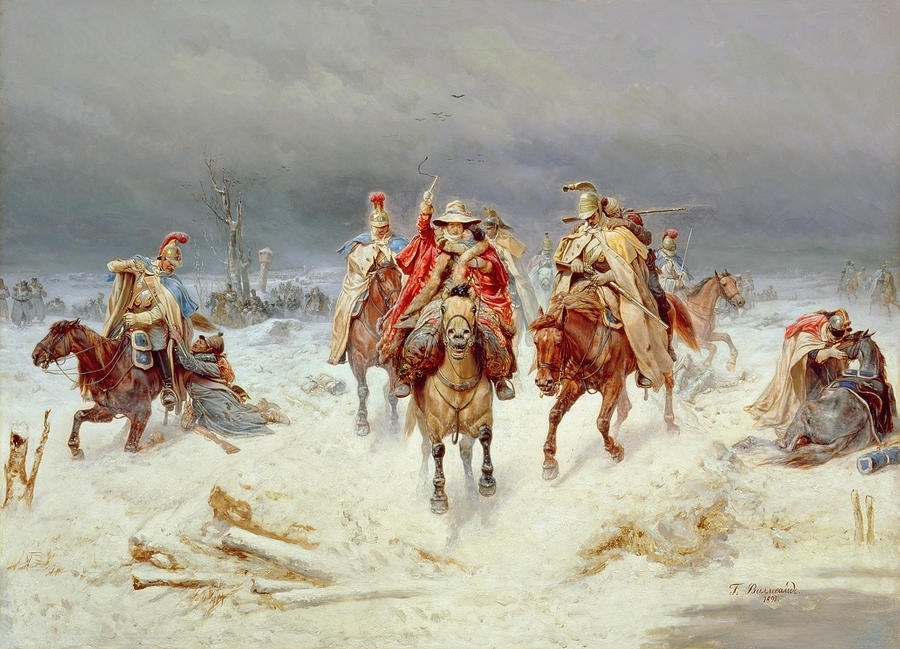
Переправа через Березину. Бегство французов из России в 1812 году. (Богдан Виллевальде, 1891)
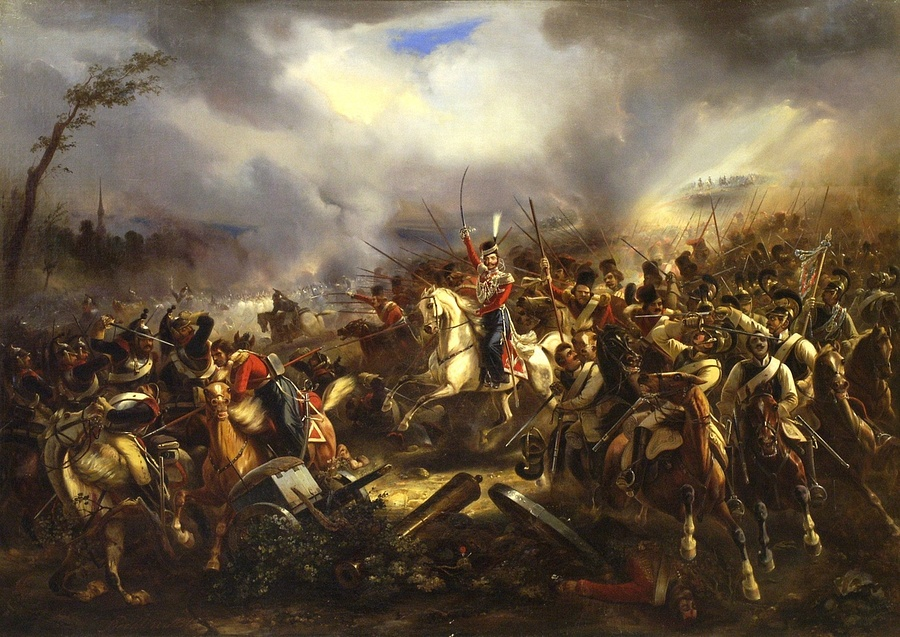
Атака лейб-казаков под Лейпцигом 4 октября 1813 года (Карл Рехлин, 1845)

## Первая мировая война

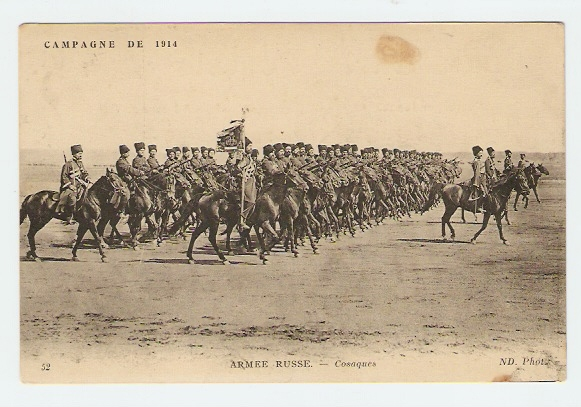
Русская кавалерия, 1914 год

К началу Первой мировой войны кавалерия являлась единственным подвижным родом войск и составляла 8—10 % от численности армий. Она предназначалась для решения тактических и оперативных задач. В России предусматривалось оперативное и тактическое использование кавалерии.
К 1914 году в русской регулярной кавалерии состояло 67 кавалерийских полков, в том числе:
- 4 кирасирских гвардейских
- 24 драгунских (2 гвардейских, 21 армейский, из них 9 бывших кирасирских и 1 конный)
- 19 уланских (2 гвардейских, 17 армейских)
- 20 гусарских (2 гвардейских, 18 армейских).

Кроме этого в состав войск входило множество иррегулярных частей. Перед войной русская конница состояла из 123 кавалерийских, казачьих и конно-инородческих полков и 3 дивизионов, которые были сведены в 24 дивизии (по 4 полка 6-эскадронного состава) и 8 отдельных бригад двухполкового состава.
Одной из важнейших тенденций применения кавалерии в годы Первой мировой войны на Русском фронте стала концентрация кавалерийских масс в крупные соединения. Так, русская армия выступила на войну в 1914 г., имея в качестве высшего кавалерийского соединения дивизию. Но к осени стало очевидно, что в условиях интенсивного развития огнестрельного оружия мощь кавалерийской дивизии уже недостаточна для решения стоявших перед ней боевых задач. Началось формирование импровизированных «сводных конных корпусов» из 2-х дивизий, но жизнь показала, что и такой корпус имеет недостаточно сил и средств. В 1915 г. такие корпуса усиливаются придачей им дополнительных конных дивизий. Так появились постоянные конные корпуса (например, состав 3-го Конного корпуса в течение войны колебался от 2-х до 8-ми дивизий — в последнем случае он фактически являлся конной армией).
Второй тенденцией стал, ощутимый уже весной 1915 г., недостаток конского состава как в русской (в меньшей степени), так и в европейских (в большей степени) армиях. Именно это обстоятельство во многом заставляло австро-германцев беречь свою конницу — уклоняться от конных атак, сажать кавалерийские части в окопы и пр.
Третья тенденция — это то, что позиционный характер мировой войны максимально сузил рамки применения кавалерии по её прямому назначению — на поле боя. Ситуация усугублялась неумением со стороны командования противников эффективно использовать имеющуюся конницу.
Но история Первой мировой войны именно на Русском фронте изобилует массовыми конными атаками русской кавалерии, многие из которых имели тактическое и даже оперативное значение.
После Первой мировой войны в связи с развитием механизации и моторизации в иностранных армиях численность кавалерии сократилась, а к концу 30-х годов XX века в ряде крупных государств она как род войск была, по существу, ликвидирована. Незначительное число кавалерийских соединений и частей сохранялось вплоть до Второй мировой войны лишь в некоторых странах (Франция, Великобритания, Италия, Румыния, Венгрия и других). Исключением была Польша, где к началу войны имелось 11 кавалерийских бригад.

## Кавалерия в Советской России / СССР

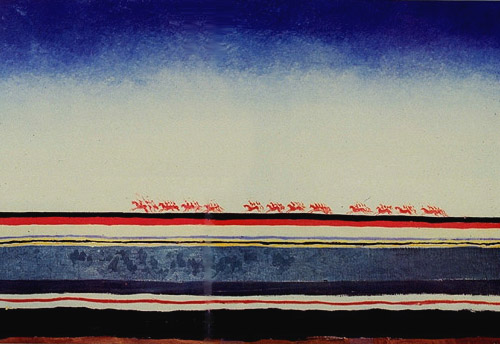
«Красная конница идёт». Казимир Малевич, 1931

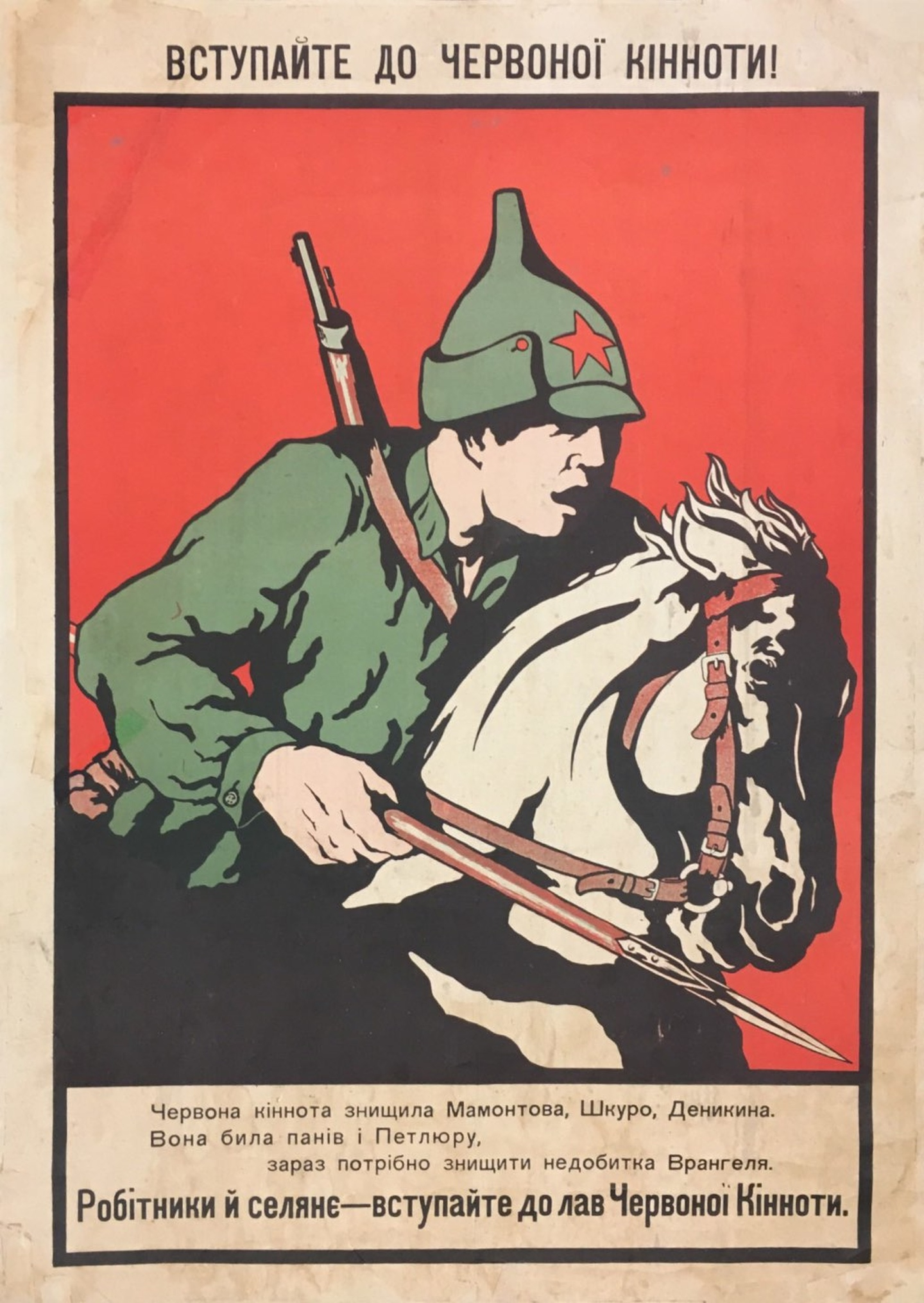
«Вступайте в красную конницу!». Плакат УССР, 1920 год

Советская кавалерия начала формироваться одновременно с созданием Красной армии в 1918 году. Из расформированной старой русской армии в состав РККА вошли только 3 кавалерийских полка. В формировании кавалерии для Красной Армии встретился ряд трудностей: основные районы, поставлявшие в армию кавалеристов и верховых лошадей (Украина, Юг и Юго-Восток России), были заняты белогвардейцами и оккупированы армиями иностранных государств; не хватало опытных командиров, оружия и снаряжения. Поэтому основными организационными единицами в кавалерии первоначально были сотни, эскадроны, отряды и полки. От отдельных кавалерийских полков и конных отрядов вскоре начался переход к формированию бригад, а затем и дивизий. Так, из небольшого конного партизанского отряда Б. М. Думенко, созданного в весной 1918 года, осенью этого же года в ходе боёв за Царицын была сформирована 1-я Донская кавалерийская бригада, а затем сводная кавалерийская дивизия Царицынского фронта.
Особенно энергичные меры по созданию кавалерии были предприняты летом 1919 года для противостояния армии Деникина. Чтобы лишить последнюю преимущества в кавалерии, нужны были более крупные, чем дивизия, кавалерийские соединения. В июне — сентябре 1919 года были созданы 2 первых конных корпуса; к концу 1919 года численность советской и противостоящей ей кавалерии сравнялась. Боевые действия в 1918—1919 годах показали, что соединения советской кавалерии являлись мощной ударной силой, способной решать важные оперативные задачи как самостоятельно, так и во взаимодействии со стрелковыми соединениями. Важнейшим этапом в строительстве советской кавалерии было создание в ноябре 1919 года 1-й Конной армии, а в июле 1920 года Второй Конной армии (см. Конная армия). Соединения и объединения кавалерии сыграли важную роль в операциях против армий Деникина и Колчака в конце 1919 — начале 1920 года, Врангеля и армии Польши в 1920 года.
В годы Гражданской воины в отдельных операциях советская кавалерия составляла до 50 % численности личного состава. Основным способом действий подразделений, частей и соединений кавалерии являлось наступление в конном строю (конная атака), поддерживавшееся мощным огнём пулемётов с тачанок. Когда условия местности и упорное сопротивление противника ограничивали действия кавалерии в конном строю, она вела бой в спешенных боевых порядках.
Успеху боевых действий советской кавалерии в годы Гражданской войны способствовали обширность театров военных действий, растянутость вражеских армий на широких фронтах, наличие слабо прикрытых или совсем не занятых войсками промежутков, которые использовались кавалерийскими соединениями для выхода на фланги противника и совершения глубоких рейдов в его тыл. В этих условиях кавалерия могла полностью реализовать свои боевые качества и возможности — подвижность, внезапность ударов, быстроту и решительность действий.
После Гражданской войны кавалерия в Красной Армии продолжала оставаться довольно многочисленным родом войск. В 1920-е годы она делилась на стратегическую (кавалерийские дивизии и корпуса) и войсковую (подразделения и части, входившие в состав стрелковых соединений). В 1922 году в Вооружённых Силах Украины и Крыма в Украинском военном округе (см. Киевский военный округ) были 1-й конный корпус Червонного казачества (см. 1-й кавалерийский корпус) и 2-й конный корпус (см. 2-й кавалерийский корпус). В 1930-е годы для кавалерии были разработаны новые боевые уставы.
С 1920-х годов в составе кавалерии РККА существовали национальные части, комплектовавшиеся в основном выходцами с Северного Кавказа и традиционных казачьих областей, однако на казачество были наложены ограничения по прохождению воинской службы в РККА. Они были полностью отменены 20 апреля 1936 года постановлением ЦИК Союза ССР. «Учитывая преданность казачества советской власти, а также стремление широких масс советского казачества, наравне со всеми трудящимися Советского Союза, активным образом включиться в дело обороны страны, — Центральный Исполнительный Комитет Союза ССР постановляет:
Отменить для казачества все ранее существовавшие ограничения в отношении их службы в рядах Рабоче-Крестьянской Красной армии, кроме лишённых прав по суду».
На основании этого постановления 21 апреля 1936 года приказом Народного Комиссара Обороны в РККА создаются исключительно казачьи кавалерийские части.
После некоторого перерыва 26 июля 1938 года в Красной армии создано объединение кавалерии — Кавалерийская армейская группа (состав 2-й кавалерийский корпус и 4-й кавалерийский корпус) в Киевском Особом военном округе. Просуществовало оно до 1940 года. Затем кавалерийские корпуса были введены в состав общевойсковых армий.
Накануне Второй мировой войны кавалерийские дивизии РККА подразделялись на тяжёлые и лёгкие. Тяжёлые дивизии стратегического назначения, помимо собственно кавалерийских сабельных и пулемётных подразделений имели в своём составе разведывательные самолёты, танковые, зенитные и противотанковые артиллерийские подразделения, а также подразделения медицинского и инженерного назначения, связи и снабжения.
Как подвижный род войск стратегическая кавалерия предназначалась для развития прорыва и могла использоваться по решению фронтового командования.
После окончания советско-японской войны в 1945 году началась демобилизация войск и сокращение численности армии до уровня мирного времени, в середине 1950-х годов кавалерия была упразднена.

## 1926 - 1945 гг.
После интервенции японских войск в Китае в 1932 году было создано союзное Японской империи марионеточное государство Маньчжоу-Го, на территории которого под контролем японских спецслужб и японской Квантунской армии началось формирование военизированных и охранно-полицейских формирований (в том числе, кавалерийских подразделений). 

### Греция

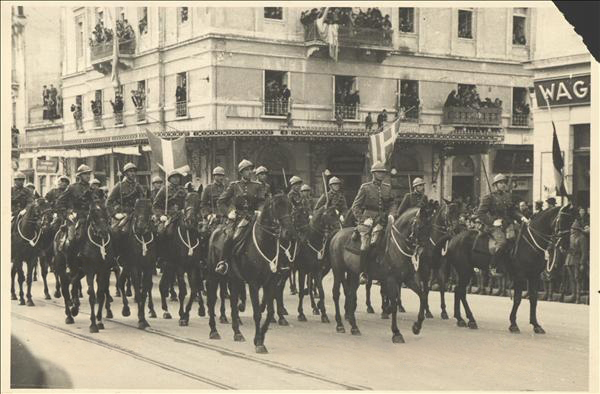
Части греческой кавалерии на параде, Афины, 1926 год

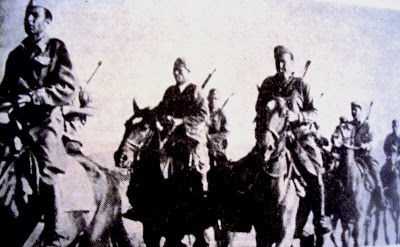
подразделение кавалерийской бригады ЭЛАС, 1943 год

В ходе реорганизации греческой армии в 1920е годы, в 1926 году были созданы Инспекторат кавалерии и две кавалерийские дивизии. Начавшийся в 1929 году всемирный экономический кризис осложнил положение в экономике страны и привёл к сокращению государственных расходов. В 1929 году обе кавалерийские дивизии были расформированы - вместо них были созданы 1-я кавалерийская бригада (базировавшаяся в Ларисе) и 2-я бригада (в Салониках). В 1935 году было принято решение о увеличении численности войск (и создании кавалерийской дивизии в Афинах). После начала 28 октября 1940 года боевых действий против итальянской армии в них приняли участие кавалерийские части греческой армии. В апреле 1941 года в ходе немецкого вторжения греческая армия была разгромлена, но в 1943 году в составе Народно-освободительной армии (ЭЛАС) была создана Кавалерийская бригада ЭЛАС.

### США

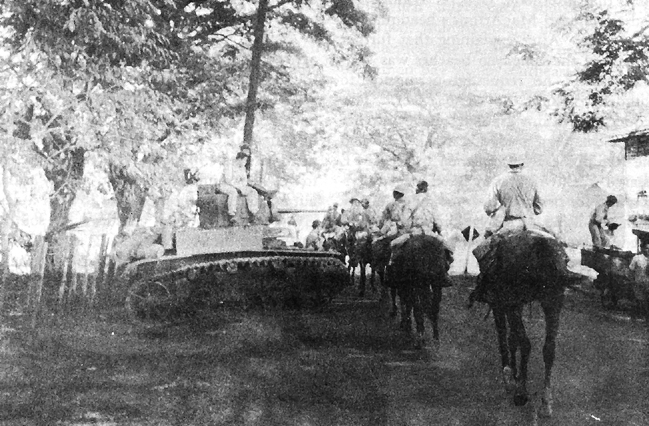
подразделение 26-го кавалерийского полка США на острове Лусон (фотоснимок 1942 года)

Созданный в 1922 году на Филиппинах 26-й кавалерийский полк армии США после японской атаки на Перл-Харбор и вступления США во вторую мировую войну на рубеже 1941-1942 года участвовал в боевых действиях против японских войск (и 16 января 1942 года взвод этого полка атаковал японское пехотное подразделение в конном строю), однако после отступления войск США на полуостров Батаан и их капитуляции 9 апреля 1942 года по приказу генерала Эдварда Кинга прекратил свое существование.
9 июля 1943 года англо-американские войска высадились на побережье Сицилии, однако их продвижение в глубину острова в условиях небольшого количества автомобильных дорог и сложного рельефа оказалось затруднено. В результате, по приказу генерала Дж. Паттона началась реквизиция ослов, мулов, седел и телег у местного населения, которые использовались пехотными подразделениями США для ускорения движения вне дорог (по пешеходным тропам). И хотя эти ослы и мулы использовались в основном в качестве вьючных животных для транспортировки грузов, были случаи, когда американские солдаты передвигались на них верхом.

### СССР

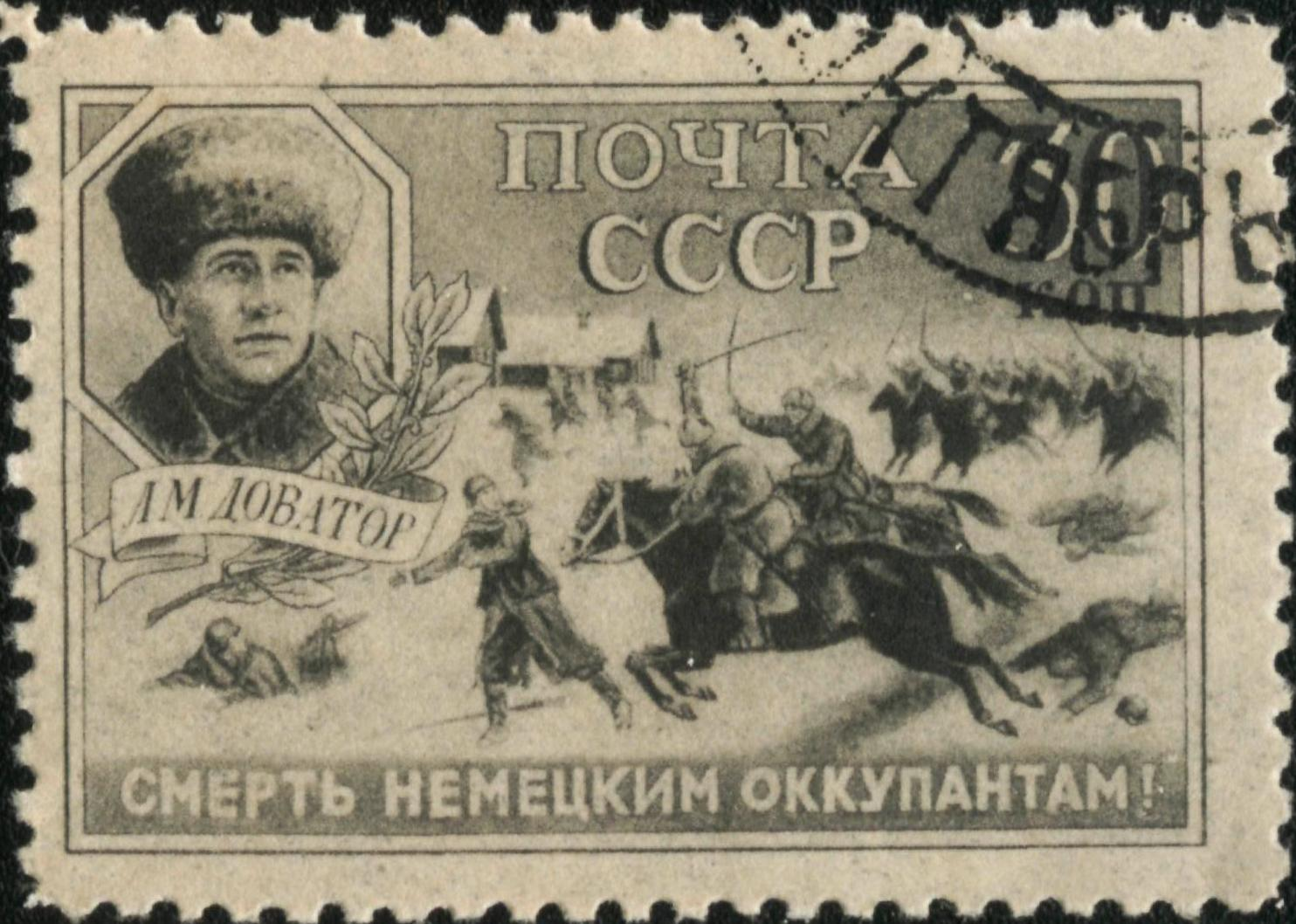
Военная почтовая марка СССР Доватор. Смерть немецким оккупантам!, 1942 год

Открытка НКО СССР 2-я гвардейская кавдивизия, 1942 год

Ещё до начала 2-й мировой произошло сокращение числа кавалерийских дивизий в Красной Армии (с 32 в 1938 году до 13 в начале 1941 года).
В Великой Отечественной войне кавалерия, однако, показала свою эффективность в столкновениях с не обладавшими большой огневой мощью соединениями противника. Кавалерия участвовала в большинстве крупных операций. Летом и осенью 1941 года кавалерийские соединения вели тяжёлые оборонительные бои, прикрывая отход общевойсковых соединений, наносили контрудары и контратаки по флангам и тылу прорывавшихся группировок противника, дезорганизовывали его управление, подвоз материальных средств и эвакуацию.
По настоятельным требованиям Г. К. Жукова советское командование летом 1941 года приступило к формированию новых кавалерийских дивизий. К концу 1941 года под руководством начальника Главупраформа, заместителя Наркома обороны генерал-полковника Е. А. Щаденко и командующего кавалерией РККА (одновременно генерал-инспектора кавалерии) генерал-полковника О. И. Городовикова было дополнительно развёрнуто 82 кавалерийских дивизии лёгкого типа, которые стали сводиться в кавалерийские корпуса, подчинявшиеся фронтовому командованию. При ведении наступательных операций кавалерийские корпуса использовались для развития прорыва, окружения крупных группировок противника, борьбы с его оперативными резервами, нарушения коммуникаций, захвата плацдармов на водных преградах и важных районов (рубежей) в тылу, преследования. В оборонительных операциях они составляли манёвренный резерв фронта и использовались, как правило, для нанесения контрударов.
Возросшая в ходе Великой Отечественной войны огневая мощь войск вынуждала кавалерию нередко вести бой в спешенных боевых порядках. В наступлении на противника, поспешно перешедшего к обороне, и при действиях в его тылу применялась также атака в конном строю.
Опыт применения кавалерии во Второй мировой и в начале Великой Отечественной войнах показал её большую уязвимость при высокой степени насыщения армий артиллерией, миномётами, автоматическим стрелковым оружием, танками и авиацией. Наиболее эффективными в этих условиях были действия танковых и механизированных войск, получивших значительное развитие. В связи с чем, в начале 1943 г. Ставка ВГК принимает решение о проведении серьёзной реорганизации кавалерии.
В ходе реорганизации (весна-лето 1943 г.) был назначен командующий кавалерией (Маршал Советского Союза С. М. Будённый), образован штаб кавалерии (начальник штаба генерал-майор А. А. Мартьянов, затем полковник, генерал-майор П. С. Карпачёв), упразднены лёгкие кавалерийские дивизии, проведено укрупнение дивизий, увеличена их огневая мощь, в состав дивизий вводились танковые полки преимущественно из средних и лёгких танков, усилены противотанковые средства кавалерийских корпусов. В корпусные кавалерийские части стали входить: истребительно-противотанковый артиллерийский полк, полк самоходно-артиллерийских установок, зенитно-артиллерийский полк, миномётный полк, истребительно-противотанковый дивизион, разведывательный дивизион, дивизион связи, корпусной тыл и подвижной полевой госпиталь. Таким образом, была значительно увеличена огневая мощь кавалерийских корпусов, их возможность по борьбе с танками и самолётами противника, длительное время удерживать оборону на занимаемых участках своими силами, без поддержки общевойсковых частей. С середины войны стало широко практиковаться предусматривавшееся ещё в довоенные годы использование некоторых кавалерийских корпусов в составе конно-механизированных групп, которые применялись для развития успеха, а также прорыва обороны противника, где она была не очень прочная или на второстепенных участках фронта. Типовой задачей кавалеристов в 1943—1945 гг., было образование внешнего фронта окружения, прикрытие флангов наступающих армий, прорыв далеко в глубь обороны противника в период, когда старый фронт рассыпался, а новый ещё не создан.
Однако, в практическом применении кавалерийских частей и соединений во второй период войны период допускались и серьёзные ошибки, приводившие к значительным потерям. Командующие армиями использовали кавалерийские части не по назначению, бросая их на непрорванную оборону противника или используя их в качестве стрелковых частей, часто изымали из кавалерийских корпусов танковые и самоходно-артиллерийские части для «нужд армии», тем самым ослабляя ударную мощь кавалерии. Это значительно снижало эффект применения конницы, приводило к росту потерь. Так, 16 ноября 1941 г. в ходе битвы за Москву командующий 16-й армией Константин Рокоссовский направил в лобовую атаку на немецкие танки и окопавшуюся пехоту шесть тысяч кавалеристов из Средней Азии. Остались в живых около 800 человек.
По мнению современного историка Алексея Исаева, применение кавалерии было двояким. Во-первых, она применялась как «квазимотопехота» в составе подвижных соединений. Такое применение кавалерии было связано с нехваткой мотопехоты. Во-вторых, из-за слабости технической базы того времени мотопехота могла действовать только на хорошо проходимой местности. В случае отсутствия дорог или распутицы мобильность мотопехоты резко падала. В то же время, мобильность кавалерии гораздо меньше зависела от состояния местности. Соотношение мобильности мотопехоты и кавалерии различно и зависит от конкретных физико-географических условий.
Ряд исследователей считает, что кавалерия обладала также одним важным преимуществом — меньшими требованиями к снабжению. При отсутствии горючего мотопехота вынуждена будет бросать технику, а кавалерия продолжит движение. Соответственно, при некоторых условиях (малопроходимая местность, небольшая продолжительность операции) применение кавалерии позволяло увеличить глубину наступательной операции. Однако, в этом случае нужно учесть, что кони вместо стандартно положенного овса (в среднем, 6-10 кг в сутки) будут вынуждены перейти на подножный корм, что быстро негативно скажется на их качестве. Для сравнения, по предвоенным нормам снабжения, один боец РККА в среднем должен был получать продовольственное снабжение массой в 2,5 кг каждые сутки без учёта воды. Подобные детали приводят ряд исследователей к мысли о том, что кавалерия не обладала традиционно заявляемым преимуществом перед моторизированными частями в виде меньших требований к снабжению.
Недостатком кавалерии является необходимость кормить лошадей всё время, тогда как автотранспорт требует горючего только во время его эксплуатации. Потребление корма сильно повышается в холодную погоду, а в сильные морозы в полевых условиях возможна массовая гибель лошадей.
В общем, можно сказать, что кавалерия во Второй мировой войне была вынужденным, компромиссным решением.
К началу Великой Отечественной войны в Красной армии было 526 400 лошадей. Позже, в отдельные периоды, их численность достигала 2 миллионов. Дивизионные лазареты военно-ветеринарной службы лечили стационарно 15 суток. В армейских ветеринарных лазаретах лошади находились до 30 суток. Всего через ветеринарные лазареты Красной армии в годы Великой Отечественной войны прошли 3 555 764 раненых и больных лошади: из стационаров вернулись в строй 2 147 494, из лечившихся амбулаторно — 1 319 870. На армейскую службу из запаса были призваны 6507 ветврачей и 10290 ветфельдшеров. В Военно-ветеринарной академии Красной армии и военно-ветеринарном училище их было подготовлено для войск ещё около 3000. Орденами и медалями были награждены 7211 офицеров ветеринарной службы.
На оккупированной территории СССР советские партизаны эффективно применяли конницу не только в качестве отдельных всадников (в качестве связных и разведчиков), но и в боевых действиях (в качестве подвижного резерва). Примером эффективного использования кавалерии является бой за селение Голынки (после того, как прибывший в селение для принудительного выселения жителей карательный отряд был атакован боевой группой под командованием А. Соболева из отряда "Борцы" и начал отступать, прибывший вслед за этим на место боя конный отряд под командованием П. П. Вершигоры неожиданно атаковал их с фланга - в результате, каратели были разгромлены).

### Монгольская Народная Республика

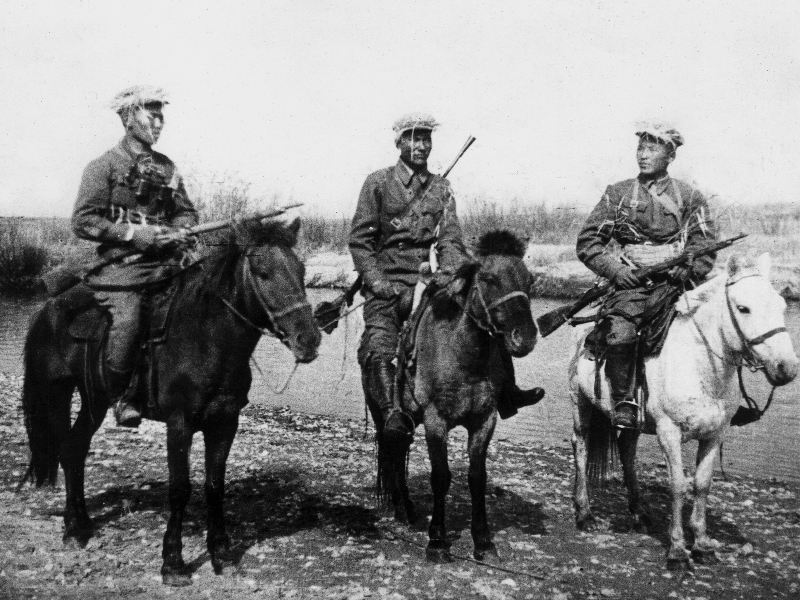
Монгольская кавалерия, Халхин-Гол, 1939 год

Основой регулярной монгольской армии стали партизанские отряды, участвовавшие совместно с Красной Армией и Народно-революционной армией Дальневосточной республики в боях на территории Монголии с китайскими милитаристами и белыми отрядами Р. фон Унгерна-Штернберга. В августе 1921 военные специалисты пятой Народно-революционной армии разработали проект организации военной системы на базе советского военного опыта. В его основе содержался принцип территориальности при военных призывах и формирования постоянной кадровой армии. Начальниками Генштаба в течение первых двух лет были советские военные специалисты: Лятте (март-апрель 1921), П. И. Литвинцев (апрель-сентябрь 1921), В. А. Хува (сентябрь 1921 — сентябрь 1922), С. И. Попов (1922—1923).В 1939 году Монгольской Народно-революционная армия совместно с бойцами Красной армии участвовала в отражении японской агрессии против Монголии в ходе пограничной войны в районе реки Халхин-Гол. Потери МНРА в ходе этих событий составили 165 чел. убитыми и 401 ранеными (по оценкам монгольского историка Ганболда общая сумма потерь составила 895 чел.).В 1945 году войска МНР участвовали в Маньчжурской стратегической наступательной операции (9 августа — 2 сентября 1945) по разгрому Квантунской армии Японии.В марте 1942 года власти Монголии приняли постановление о закупках лошадей по специально установленным государственным ценам. В течение войны из Монголии в СССР было поставлено более 500 тыс. лошадей. Участниками войны отмечалась неприхотливость и выносливость монгольских лошадей: «Сначала мы думали, что такие маленькие лошади не увезут солдат с полным снаряжением… Пройдя трудные военные дороги на монгольских лошадях, мы убедились, что они сильны, не знают усталости и неприхотливы в пище. В коротких перерывах между боями они сами щипали траву, грызли кору деревьев и всегда были готовы вступить в бой».

### Нацистская Германия

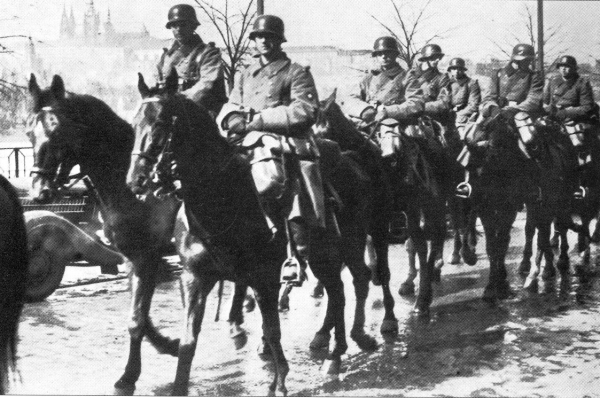
Немецкая кавалерия в оккупированной Праге (15 марта 1939)

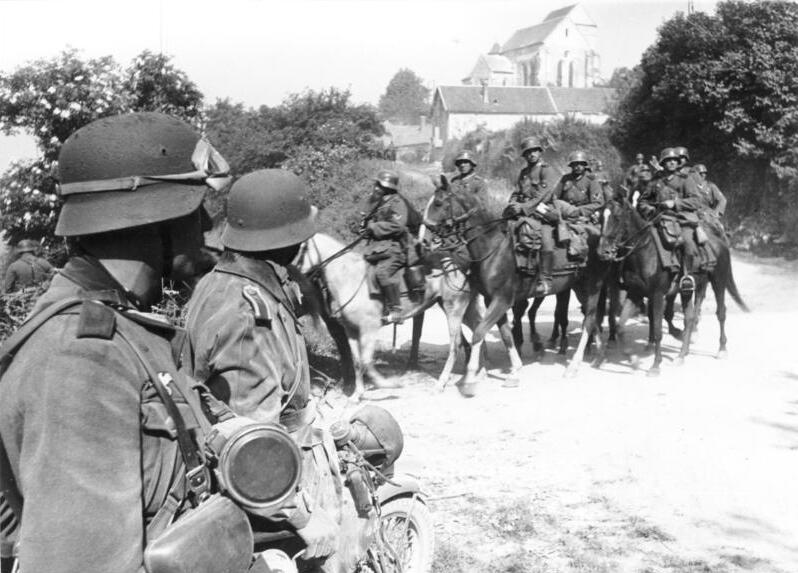
Немецкие кавалеристы во Франции (1940)

К началу реорганизации в 1935 году немецкая армия имела три кавалерийские дивизии. В 1936 году они были расформированы: 1-й и 2-й кавалерийские полки были сведены в 1-ю кавалерийскую бригаду (в Восточной Пруссии), тринадцать конных полков переформировано в разведывательные батальоны пехотных дивизий и разведывательные взводы пехотных полков. В сентябре 1-я кавалерийская бригада действовала во время Польской кампании в составе 3-й армии, а в октябре была развёрнута в 1-ю кавалерийскую дивизию, участвовавшую в мае-июне 1940 года в боях на Западном фронте. С 22 июня 1941 года эта дивизия в составе 2-й танковой группы Гудериана наступала в Припятских болотах, а зимой 1941-42 гг. была переформирована в 24-ю танковую дивизию.
В январе 1943 года в составе группы армий «Центр» из конных эскадронов 6-го, 34-го, 35-го и 102-го разведывательных батальонов 6-й, 34-й, 35-й и 102-й пехотных дивизий, было сформировано соединение Reiterverband Boeselager, переименованное впоследствии в кавалерийский полк «Центр» (Kavallerie-Regiment Mitte). В марте 1944 года он был развёрнут в 3-ю кавалерийскую бригаду, которая в феврале 1945 года была развёрнута в 3-ю кавалерийскую дивизию.

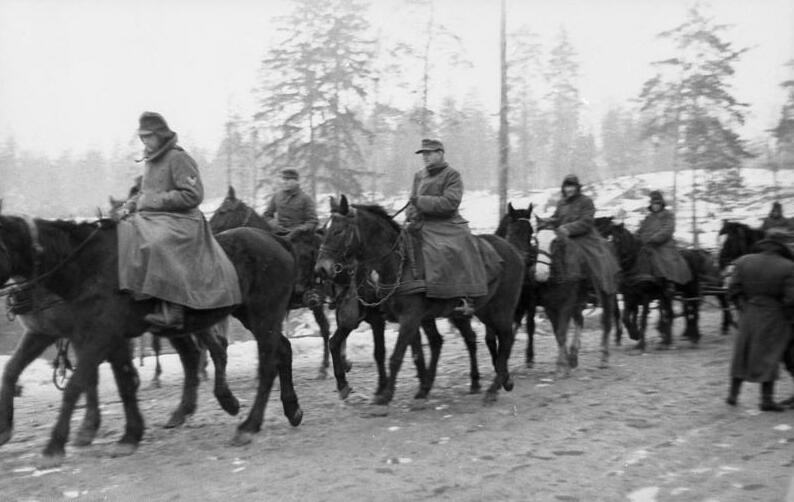
Немецкая кавалерия на Севере России. 1943 год

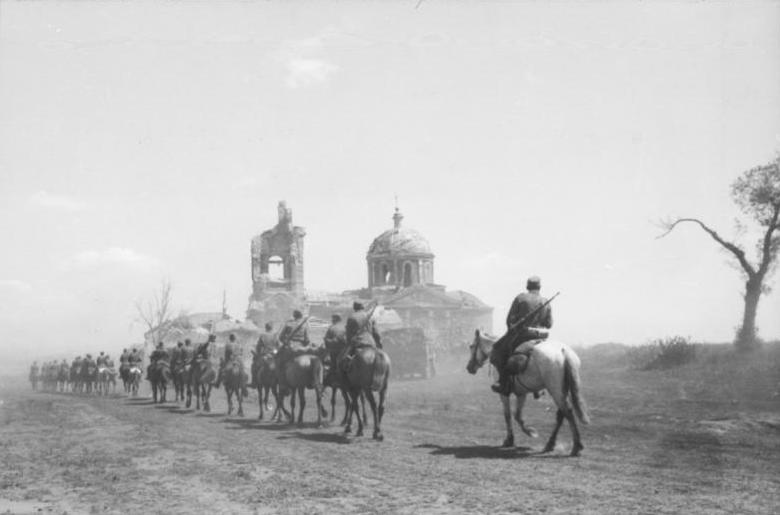

В июне 1943 года в составе группы армий «Север» из конных эскадронов разведывательных батальонов 12-й, 32-й, 46-й и 111-й пехотных дивизий был сформирован кавалерийский полк «Север» (Kavallerie-Regiment Nord).
В июне 1943 года в составе группы армий «Юг» из конных эскадронов разведывательных батальонов 9-й, 17-й, 18-й, 101-й, 122-й и 123-й пехотных дивизий был сформирован кавалерийский полк «Юг» (Kavallerie-Regiment Süd).
В мае 1944 года кавалерийские полки «Север» и «Юг» были слиты в 4-ю кавалерийскую бригаду, развёрнутую в феврале 1945 года в 4-ю кавалерийскую дивизию.
В мае 1944 года 3-я и 4-я кавалерийские дивизии были включены в состав 1-го кавалерийского корпуса.
В сентябре 1942 года был создан Калмыцкий кавалерийский корпус. В ноябре 1942 года в составе группы армий «Центр» был сформирован конный отряд Паннвица, в августе 1943 года переформированный в 1-ю казачью кавалерийскую дивизию. В феврале 1945 года она была развёрнута в XV казачий кавалерийский корпус СС.
Первые конные части в составе СС начали создаваться в 1939 году. В ноябре был создан кавалерийский полк «Мёртвая голова» (SS-Totenkopf-Reiter-Standarte), охранявший безопасность тыла, а фактически бесчинствовавший в оккупированной Польше. В мае 1940 года на его основе были созданы 1-й и 2-й полки «Мёртвая голова», переименованные в феврале 1941 г. в 1-й и 2-й кавалерийские полки СС (SS-Kavallerie-Regiment). В начальный период войны с СССР они действовали в тылу Группы армий «Центр», а в сентябре 1941 г. были сведены в 1-ю кавалерийскую бригаду СС. В декабре 1941 подо Ржевом она сражалась против Красной армии. Вследствие потерь её состав к весне 1942 года сократился до 700 человек, она была снята с фронта и отправлена в Польшу на переформирование. Там, под Краковом, в июне-сентябре 1942 года она была развёрнута в 8-ю кавалерийскую дивизию СС «Флориан Гайер»: в её состав был включён 3-й кавалерийский полк СС (незадолго до этого сформированный из румынских фольксдойче), 1-й и 2-й полки получили пополнения.
В апреле 1944 года в составе СС была сформирована 22-я добровольческая кавалерийская дивизия СС «Мария Терезия», а в ноябре того же года — 33-я кавалерийская дивизия СС (3-я венгерская). К концу зимы 1945 года дивизии «Флориан Гайер» и «Мария Терезия» понесли очень большие потери и были расформированы, а личный состав включён в состав новосозданной 37-й добровольческой кавалерийской дивизии СС «Лютцов».
Во время Второй мировой войны в Германии были созданы кавалерийские подразделения, набранные как из казаков-эмигрантов, так и из советских граждан, считавших себя казаками. Первые казачьи эскадроны в составе частей вермахта начали формироваться немецким командованием ещё в 1941 году. Летом 1942 году, когда вермахт занял Ростов-на-Дону и Северный Кавказ, казаки сформировали органы местного (атаманского) самоуправления. При отступлении немецких войск с Дона и Кавказа с ними ушло около 50 тыс. казачьих семей, влившихся в состав «Казачьего стана» — сообщества русских казаков в Германии. В конце войны из казаков Казачьего стана бы сформирован 15-й казачий кавалерийский корпус СС под командованием группенфюрера СС генерал-лейтенанта Гельмута фон Паннвица.

### Италия
Итальянская армия во время Второй мировой войны имела три кавалерийские дивизии:
- 1-я кавалерийская дивизия «Eugenio di Savoia»;
- 2-я кавалерийская дивизия «Emanuele Filiberto Testa di Ferro»;
- 3-я кавалерийская дивизия «Amedeo Duca d’Aosta».

Последней успешной атакой в конном строю считается проведённая 3-м полком дивизии «Amedeo Duca d’Aosta» 23 августа 1942 года под хутором Избушенский на Дону.

### Венгрия
В начале второй мировой войны кавалерия состояла из двух кавалерийских бригад.
- 1-я кавалерийская бригада (3-й гусарский полк «Граф Надашди Ференц», 4-й гусарский полк «Граф Хадик Андраш», 1-я кавалерийская артиллерийская группа (частично моторизованная), 13-й велосипедный батальон, 14-й велосипедный батальон)
- 2-я кавалерийская бригада (1-й Язиг-Кумана полк «Франц-Иосиф», 2-й гусарский полк «Князь Арпади», 2-я кавалерийская артиллерийская группа (частично моторизованная), 15-й велосипедный батальон и 16-й велосипедный батальон)

Численность бригады в мирное время составляла 1200 человек (в военное — до 3600). 
Весной 1941 года Венгрия подготовила для участия в войне против Югославии части 3-й армии, три из этих десяти бригад (в том числе, одна кавалерийская бригада) были объединены в мобильное соединение «Gyorshadtest». 12 апреля 1941 года они атаковали части югославской армии. В дальнейшем, кавалерийские подразделения использовались для борьбы с партизанами на оккупированной территории Югославии.
Летом 1941 года мобильный корпус венгерской армии (основной ударной силой которого были кавалерийские бригады) сходу преодолел Карпаты и к октябрю 1941 года с боями дошёл до Донца, остановившись из-за выхода из строя всей техники. В дальнейшем кавалерийские бригады Венгрии (в мае 1942 года они были объединены в 1-ю гусарскую дивизию, преобразованную в июле 1944 года в кавалерийский корпус «Хартанек») использовались для ударов по тыловым сообщениям, войскам на марше и полицейской службы. Последняя боевая операция — попытка деблокады Будапешта в феврале 1945 года. В марте 1945 года штаб корпуса сдался в плен 8-й британской армии.

### Японская империя
Во время второй мировой войны для японских войск было характерно достаточно широкое использование верховых, вьючных и упряжных лошадей. В кавалерии помимо стандартного кавалерийского седла использовались специализированные виды вьючных седел, седельные сумки и иное снаряжение. Кавалерийские подразделения использовались для разведки и патрулирования (и на вооружении кавалеристов оставались сабли). В условиях усилившегося к 1944 году дефицита топлива и сокращения автомобильного парка небольшие по численности конные подразделения начали создавать в других частях японской армии.

## Современная ситуация

кавалерийское подразделение армии Сенегала на параде (4 апреля 1962)

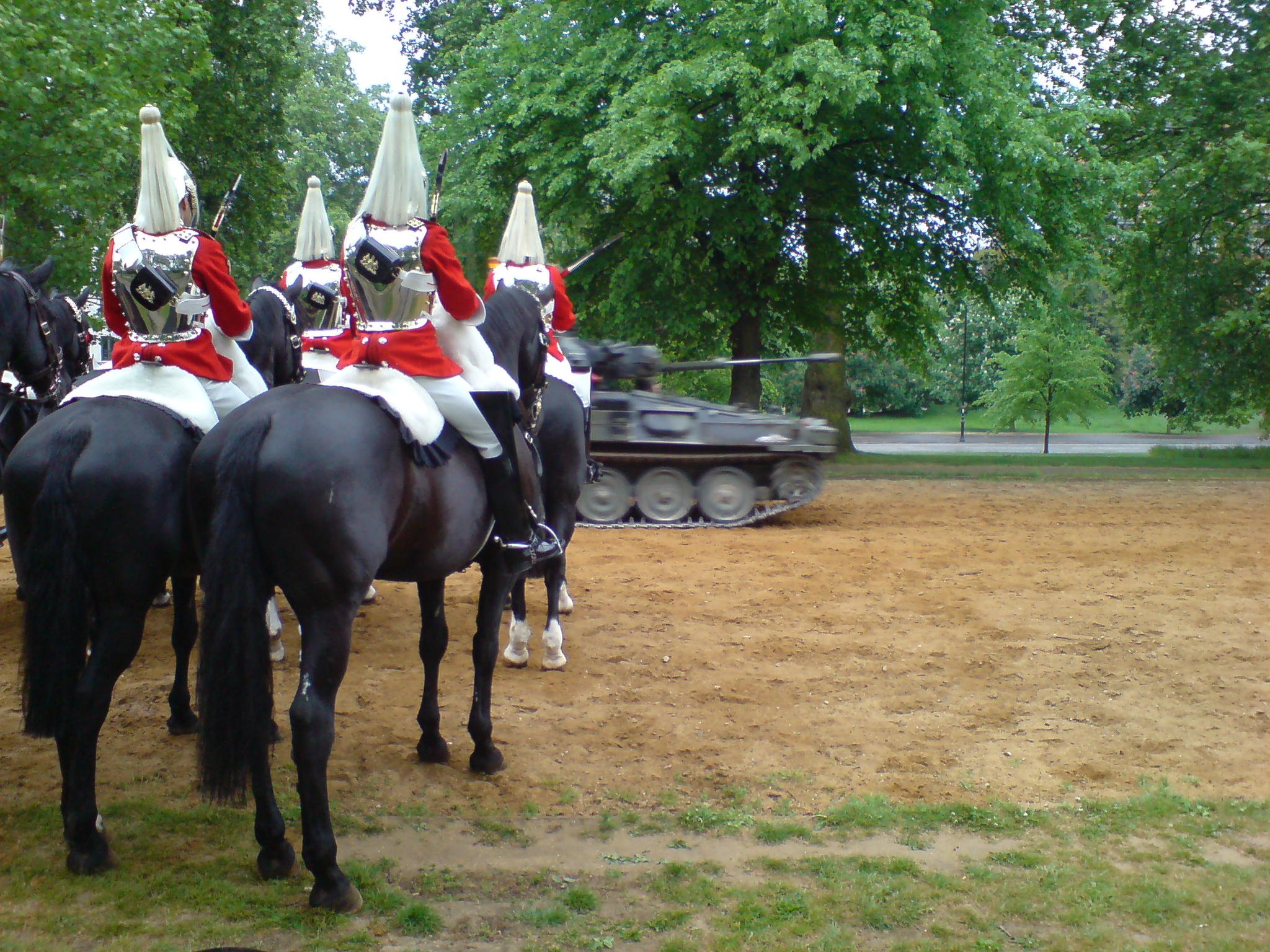
Британские гвардейские кавалеристы на тренировке в Гайд-парке (2 августа 2008)

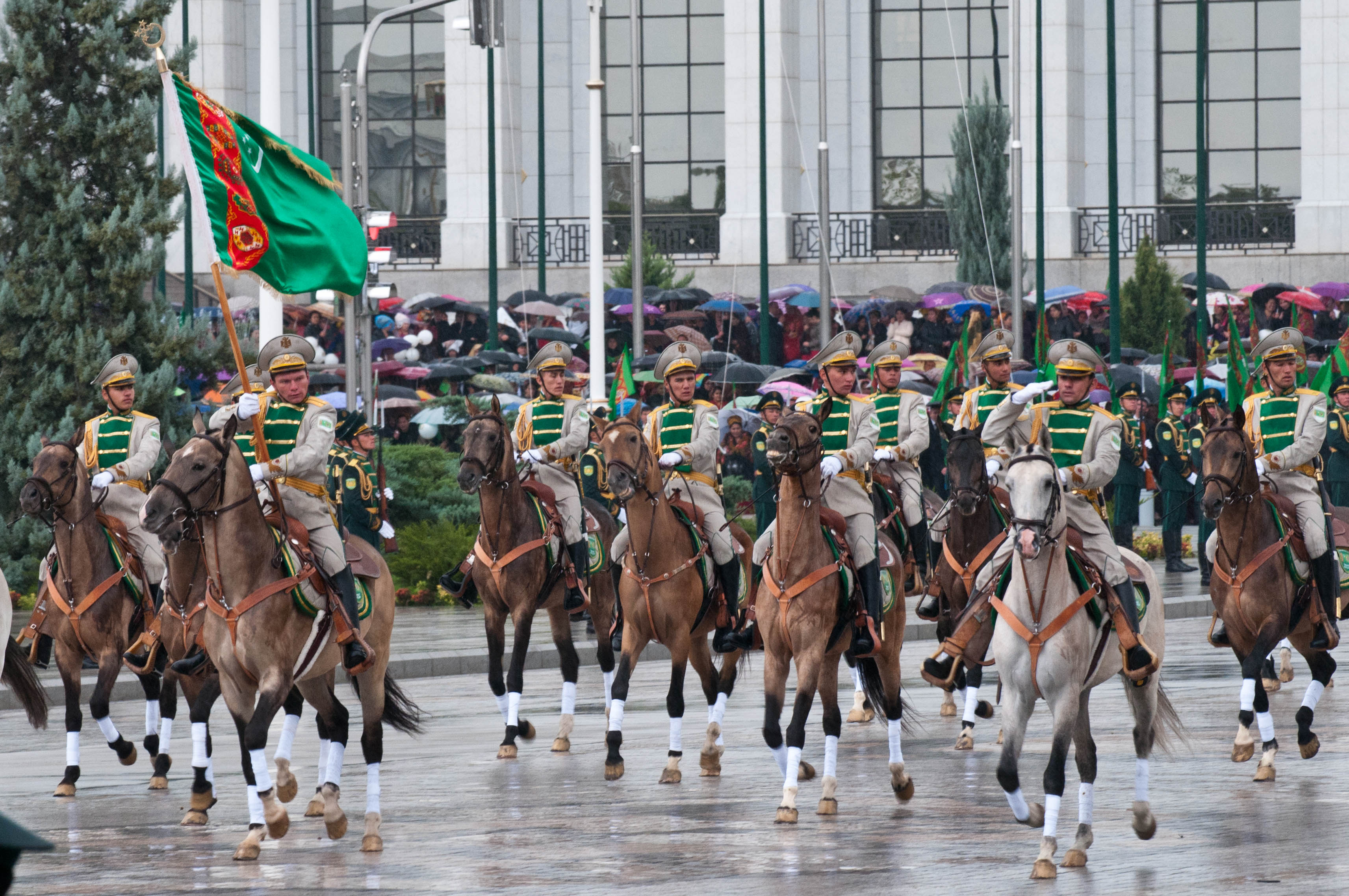
Кавалеристы Туркменистана на параде (27 октября 2011)

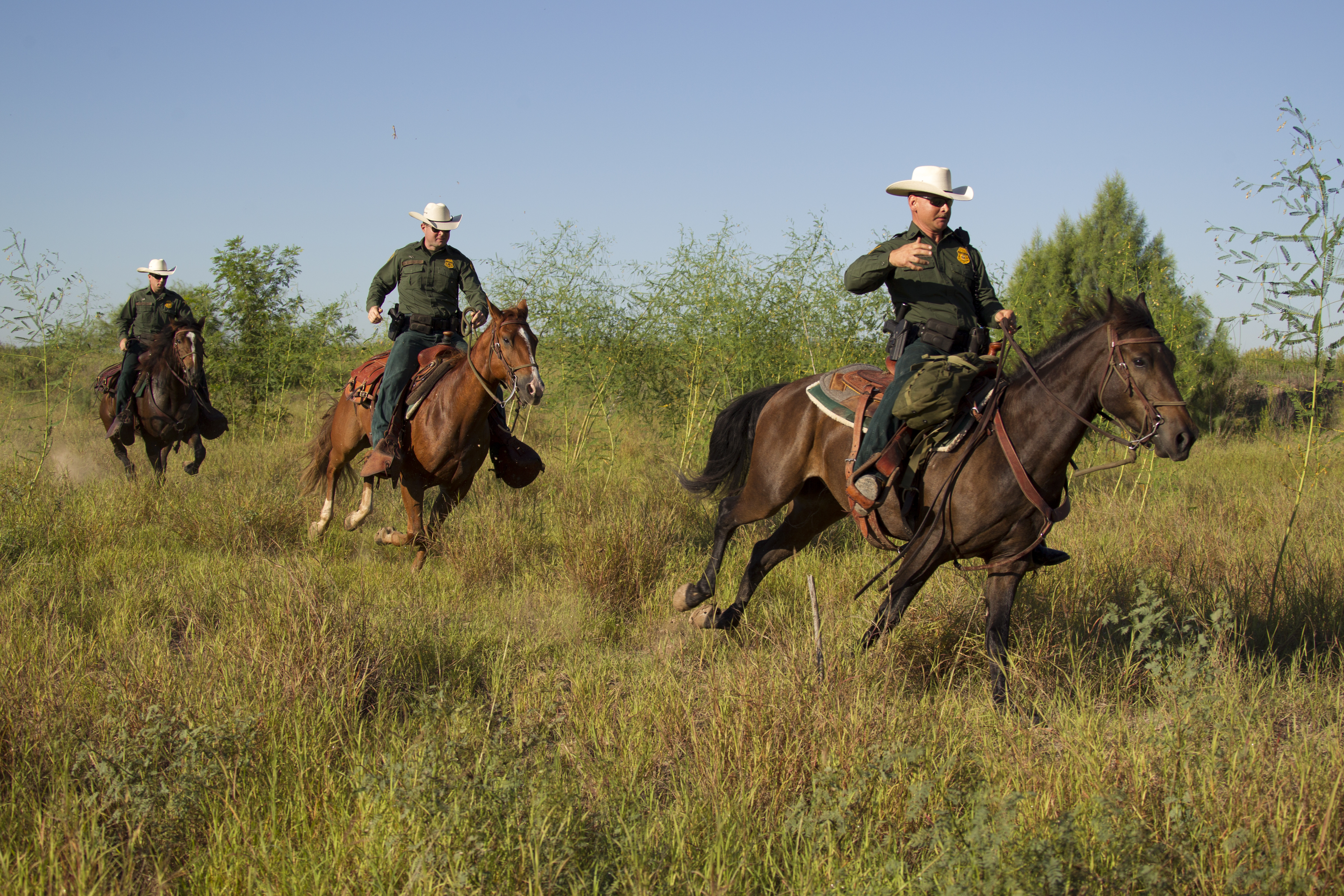
конный патруль пограничной охраны США в Техасе (25 сентября 2013)

В первые послевоенные годы численность кавалерии в Советской Армии резко сократилась, а к середине 1950-х годов, ввиду полной моторизации армий, кавалерия как род войск была постепенно упразднена почти во всех армиях мира.
В Югославии решение о расформировании конницы было принято в 1950-е годы, в 1953 году кавалеристы в последний раз участвовали в военном параде в Белграде, но в связи с особенностями ландшафта страны (наличие труднодоступных горно-лесных районов) кавалерийские подразделения сохранялись в составе вооружённых сил до 1959 года.
В этот же период в США в составе техасских рейнджеров оставалось 50 кавалеристов (для возможности оказания помощи пограничной охране на границе с Мексикой и выполнения патрульно-поисковых мероприятий в сложнодоступной ненаселённой местности), но основным средством передвижения у них уже являлись автомашины.
20 августа 1960 года независимым государством стал Сенегал, началось создание вооружённых сил страны (на основе ранее существовавших подразделений французских колониальных войск и местной полиции). В результате, в составе армии Сенегала оказалось созданное в 1928 году по распоряжению губернатора Французской Западной Африки кавалерийское подразделение.
В Болгарии конные подразделения использовались для патрулирования приграничной полосы в труднодоступных горно-лесных районах страны по меньшей мере до 1964 года.
В ФРГ бундесвер изначально создавался как механизированная армия, однако даже в начале 1970-х годов военными специалистами высказывалось мнение, что отдельные категории военнослужащих (в частности, выполняющие функции связных фельдегери из подразделений военной полиции) должны быть обучены передвижению не только на автомобилях и мотоциклах, но также и на лошадях.
Последней и единственной воинской частью Советской Армии, существовавшей до распада СССР, в состав которого входили кавалерийские подразделения, имевшие боевые функции, являлась 68-я отдельная мотострелковая горная бригада, дислоцировавшаяся в Оше на юге Киргизской ССР. В состав этой бригады входили кавалерийский эскадрон и горно-вьючная рота. Кроме того, лошади использовались в некоторых подразделениях пограничных войск и лесной охране (охотинспекторами, егерями, охотоведами).
Также, с 1962 до 2002 года в Вооружённых Силах Российской Федерации существовал 11-й отдельный кавалерийский полк, преобразованный позже в Кавалерийский почётный эскорт в составе Президентского полка ФСО России.
На территории СНГ существуют подразделения кавалерии, имеющие боевые функции:
- в 2003 году для поддержки пограничных войск в гористой местности Южного Казахстана был создан Конный горно-егерский батальон в составе 5-й мотострелковой бригады Вооружённых Сил Казахстана. В составе батальона две конные горно-егерские роты и конная миномётная батарея[59][60].
- В 2006 году, в станице Сторожевой (Карачаево-Черкесская Республика) в 34-й отдельной (горной) мотострелковой бригаде[61] был образован вьючно-транспортный взвод. Он стал первым подразделением в Вооружённых Силах Российской Федерации, использующим лошадей для вьючных перевозок.[62] В нём на высоте более двух тысяч метров служат лошади карачаевской и монгольской пород[61], 56 лошадей постоянного состава и 24 — переменного, из них большое количество — карачаевской породы.[63] Также в городе Кызыл (Республика Тыва) в 55-й отдельной мотострелковой (горной) бригаде предусмотрено использование лошадей монгольской породы, однако отдельного вьючно-транспортного взвода в составе этого подразделения нет.[62] Вьючные караваны используются при выполнении служебно-боевых задач на труднодоступных участках местности, где ограничено или невозможно использование других видов транспорта.[61] В мае 2019 года в Рязани в рамках Армейских международных игр впервые проводились соревнования кавалерийских подразделений «Конный марафон»[64].

В составе Народно-освободительной армии Китая есть кавалерийское подразделение "железные всадники" (созданное в 1960 году, оно используется для патрулирования одного из горных районов со сложным рельефом).
В Мексике кавалерийское подразделение существовало в 2014 году (выполняет функции почётного караула). Один кавалерийский эскадрон есть в вооружённых силах Монголии. Кавалерийское подразделение есть в армии Чили. Кавалерийское подразделение входит в состав королевской гвардии Швеции.
Лошади остались в вооружённых силах Австрии (в составе австрийской армии есть 6-я горно-пехотная бригада, в учебном центре которой есть лошади - и в ходе прохождения общевойсковой горной подготовки личный состав горнопехотных подразделений обучают использованию лошадей и мулов).

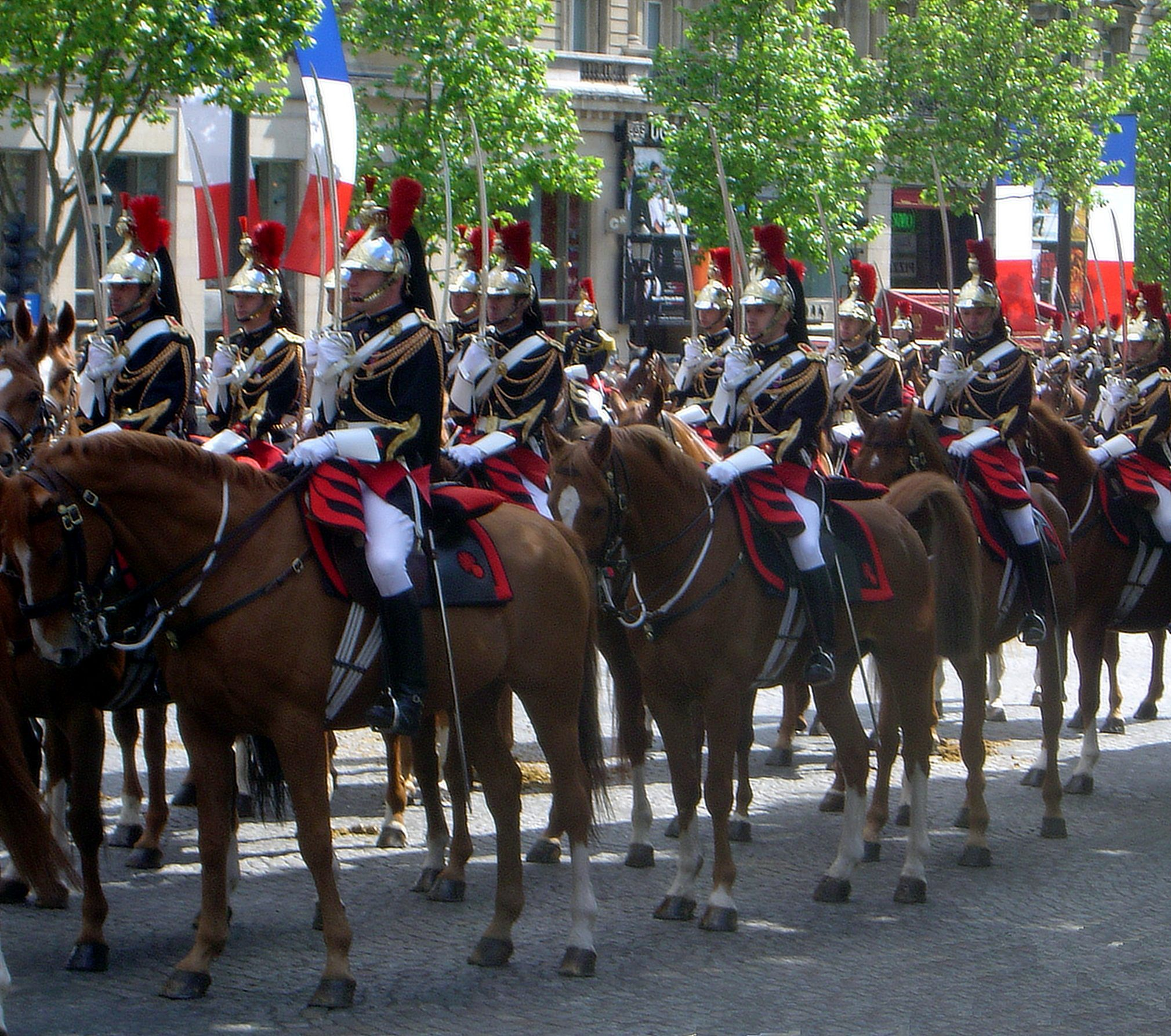
Республиканская гвардия Франции на параде

Дворцовая кавалерия Британской армии выполняет две функции — участие в церемониалах на конях и участие в боевых действиях как бронетанковый разведывательный полк.

### Конная полиция
В настоящее время кавалерия используется не только для проведения парадов и других подобных церемоний.
Во многих городах мира существуют отряды конной полиции (в некоторых странах конная милиция), патрулирующие парки, лесные массивы, зоны отдыха и другие места, где использование автомобилей или мотоциклов затруднительно или вообще невозможно. Конные полицейские эффективно сдерживают или разгоняют демонстрации.